# Zeil
Die Zeil ist eine Straße in der nördlichen Innenstadt von Frankfurt am Main. Seit dem Ende des 19. Jahrhunderts gilt sie als eine der bekanntesten und umsatzstärksten Einkaufsstraßen in Deutschland. Zuvor war sie vor allem für ihre prächtigen Gasthöfe und Palais aus der Zeit des Barock und Klassizismus berühmt. Der westliche, rund 500 Meter lange Teil der Straße ist seit den 1970er Jahren eine Fußgängerzone. Im Westen, wo am Platz An der Hauptwache die Katharinenpforte abzweigt, beginnt der Roßmarkt, im Osten ist der Platz Konstablerwache noch Teil der Fußgängerzone. Der östliche Teil der Zeil ist eine innerstädtische Verbindungsstraße zwischen Konstablerwache und Friedberger Anlage.

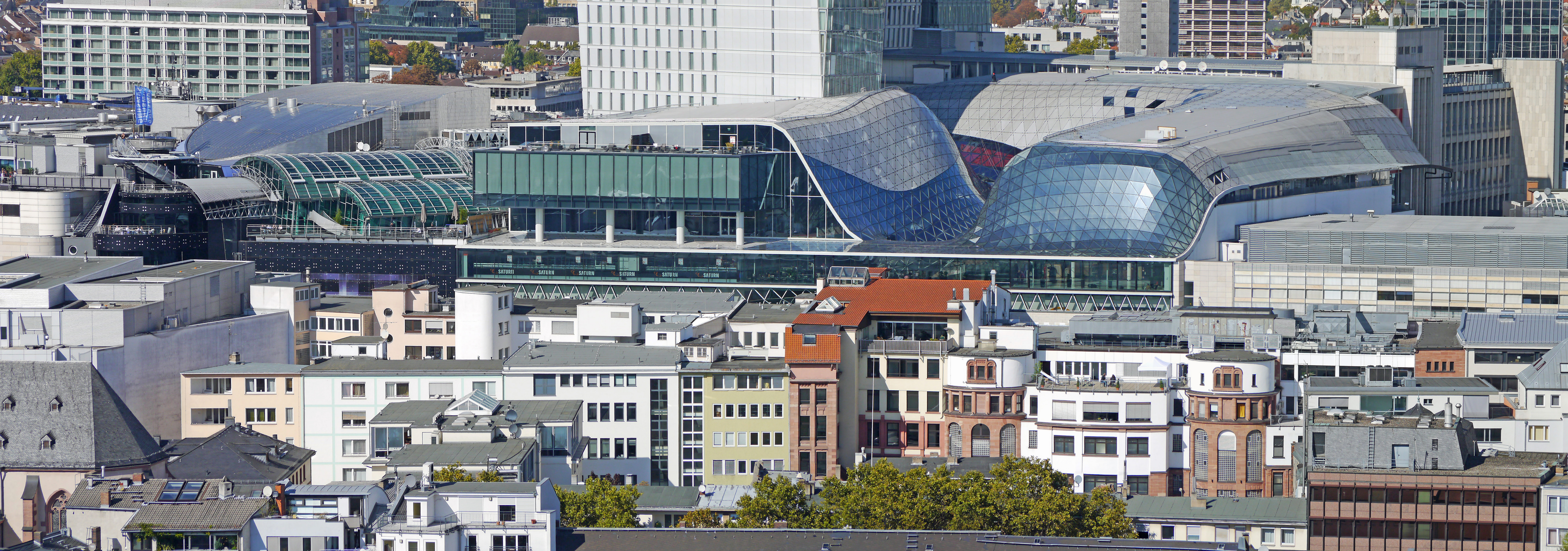
Blick auf die Dachlandschaft der Neubauten im Palaisquartier

## Allgemeines

### Verlauf

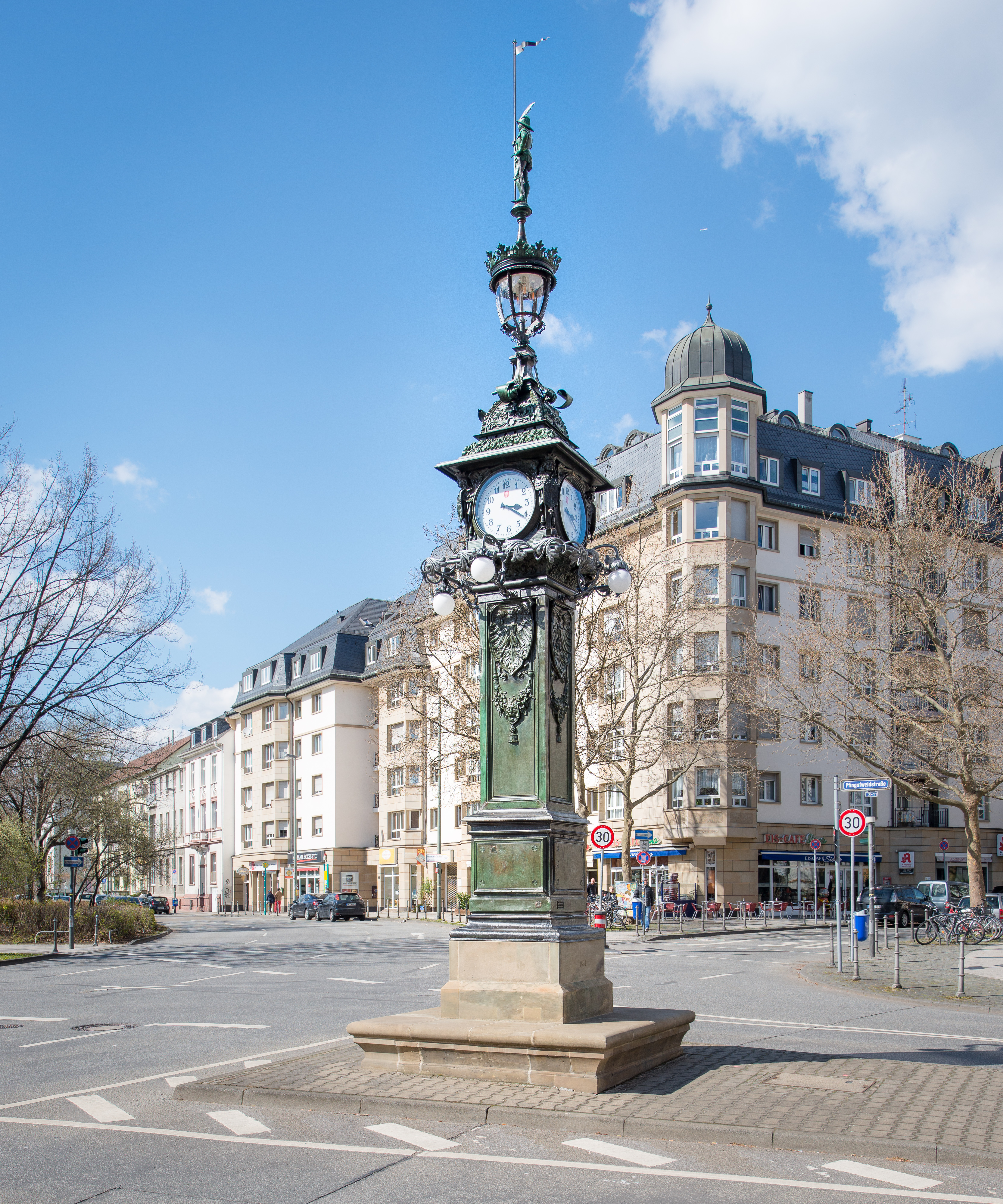
Beginn der Zeil am Uhrtürmchen (im Hintergrund Friedberger Anlage)

Die Zeil beginnt an der Friedberger Anlage am Uhrtürmchen, einer aus der Gründerzeit stammenden Normaluhr und durchquert in zunächst südwestlicher Richtung die Wallanlagen. An der Abzweigung der Breiten Gasse knickt die Zeil ab und verläuft nun in westlicher Richtung durch das Gerichtsviertel. An der Kreuzung mit dem vierstreifigen Straßenzug Kurt-Schumacher- / Konrad-Adenauer-Straße endet der als Neue Zeil bezeichnete Abschnitt und die Fußgängerzone beginnt.
Die Zeil führt unter Beibehaltung ihrer Richtung nördlich an der Konstablerwache vorbei und erreicht schließlich an der Einmündung der Brönnerstraße, Stiftstraße und Hasengasse den Brockhausbrunnen, um nun in leicht südwestlicher Richtung bis zur Hauptwache zu führen.

### Einzelhandel
Die Zeil ist eine der meistbesuchten und umsatzstärksten Einkaufsstraßen Deutschlands. Sie verfügt über zwei Einkaufszentren, zwei große Warenhäuser und zahlreiche Kaufhäuser, Boutiquen, Elektronikgeschäfte und Gastronomiebetriebe. Der jährliche Umsatz liegt nach Schätzungen zwischen 700 und 800 Millionen Euro. Nach der Eröffnung des Einkaufszentrums MyZeil im Februar 2009 wird damit gerechnet, dass der Umsatz deutlich steigt und die Milliardengrenze erreicht wird. Dies äußerte der Präsident des hessischen Einzelhandelsverbandes, Frank Albrecht, in einem Interview.
Im Jahr 2014 waren auf der Zeil pro Stunde etwa 10.335 Menschen unterwegs, damit liegt sie an zehnter Stelle der meistfrequentierten Einkaufsstraßen Deutschlands nach der Schildergasse (14.590) und der Hohe Straße (12.795) in Köln, der Stuttgarter Königstraße (12.655), dem Dortmunder Westenhellweg (12.420), der Flinger Straße in Düsseldorf (12.285), der Spitalerstraße in Hamburg (11.820), der Münchener Kaufingerstraße (11.150), der Wiesbadener Kirchgasse (11.070) sowie der Georgstraße (10.960) in Hannover. Der Bruttomietpreis liegt bei etwa 290 Euro pro Quadratmeter. Damit nimmt die Zeil, nach der Kaufingerstraße in München, den zweiten Platz im bundesweiten Mietpreis-Vergleich ein. Die Spitzenmiete beträgt 485 Euro pro Quadratmeter im MyZeil. Der Filialisierungsgrad liegt bei 85 Prozent.

## Geschichte

### Das Entstehen der Zeil im Mittelalter

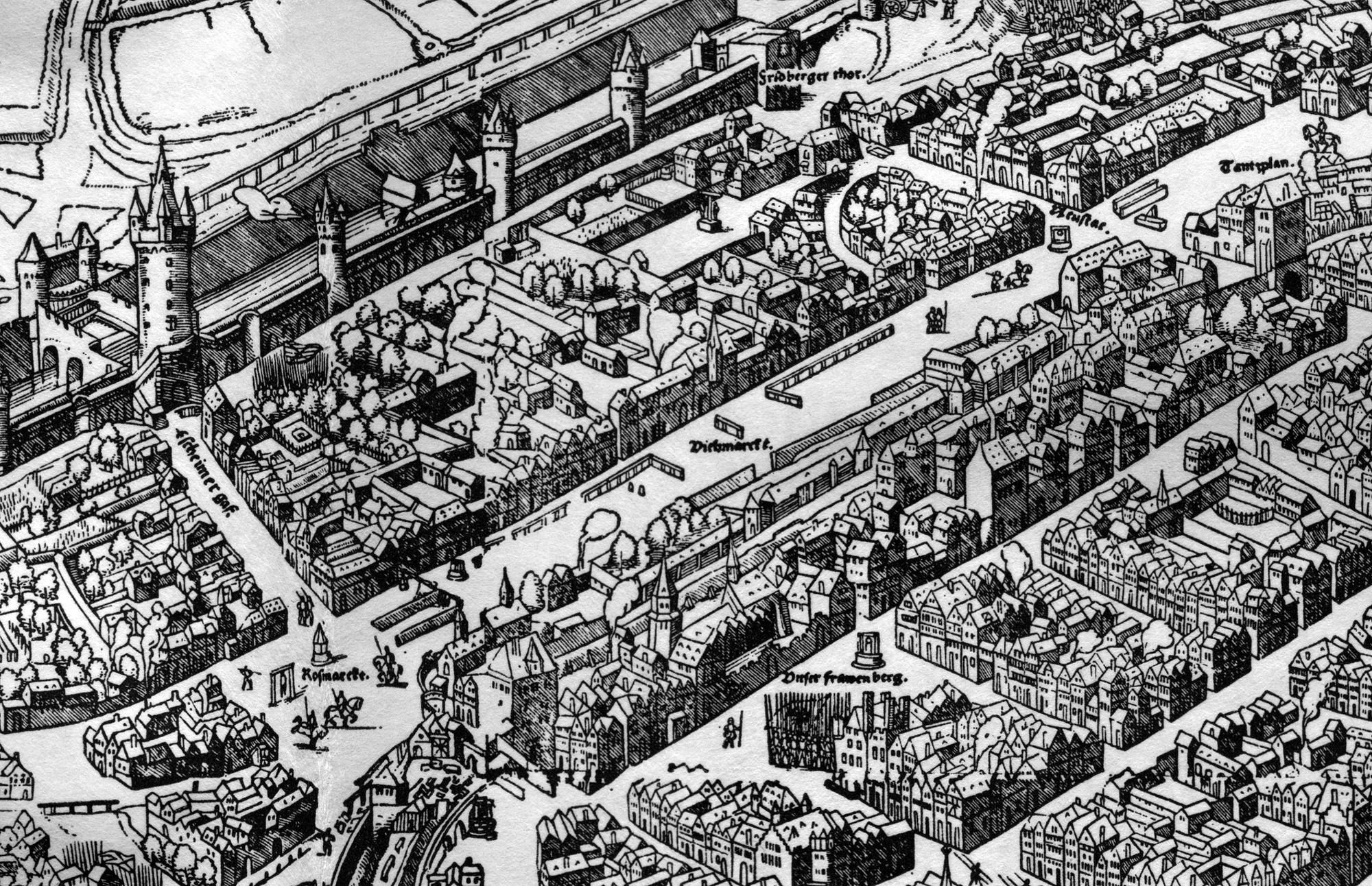
Zeil mit noch einseitiger Bebauung, 1552
(Holzschnitt von Conrad Faber von Creuznach)

Die heutige Zeil verläuft parallel zur ehemaligen staufischen Stadtmauer, die Ende des 12. Jahrhunderts entstand. Für die nächsten hundert Jahre bildete sie mit einem vorgelagerten trockenen Graben die äußerste Stadtgrenze. In ihrem nördlichen Verlauf erlaubten die romanischen Stadttore Katharinenpforte (zwischen Holz- und Hirschgraben) und Bornheimer Pforte (am nördlichsten Punkt der Fahrgasse) den Einlass in die Stadt. Außerhalb der Mauer wurde auf dem Gebiet zwischen den beiden Stadttoren Viehmarkt gehalten, westlich der Katharinenpforte der Pferde- oder Roßmarkt. Letztere Bezeichnung hat sich bis in unsere Zeit erhalten.
Mit Erlaubnis des Kaisers Ludwig IV. kam es 1333 zur Zweiten Stadterweiterung, die die bisherige Fläche der Stadt verdreifachte, welche ab 1343 dann auch sukzessive mit einer neuen Mauer umschlossen wurde. Zwischen der alten Staufenmauer und der neuen Stadtgrenze entwickelte sich eine lose Bebauung, die damals als Neustadt bezeichnet wurde und über Jahrhunderte von ausgedehnten Höfen, Gärten und landwirtschaftlicher Nutzung bestimmt war.
Auch das Gebiet des Vieh- und Roßmarkts war damit zum Stadtgebiet geworden. Zwischen den beiden romanischen Stadttoren entstand ein Straßenzug, der nur an der Nordseite bebaut war, was ihm im Volksmund alsbald die Bezeichnung als Zeil (Häuserzeile) einbrachte. An der Südseite verlief zunächst weiterhin der trockene Graben der staufischen Mauer.

### Bedeutungswandel in der frühen Neuzeit

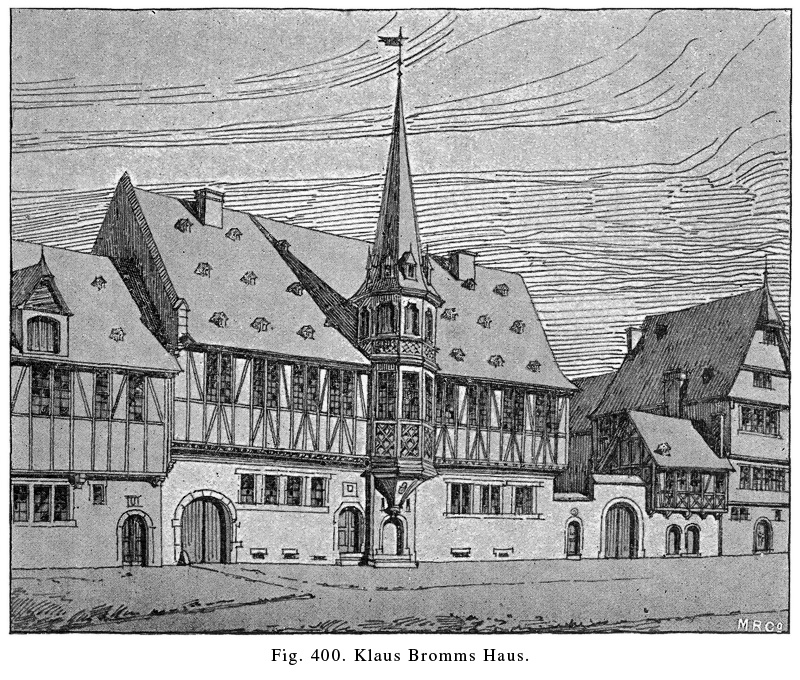
Klaus Bromms Haus, historisierende Ansicht
(Zeichnung von Carl Theodor Reiffenstein nach Matthäus Merian d. Ä.)

Mit der für eine Reichsstadt von Frankfurts Größe vergleichsweise späten Rezeption der Renaissance gegen Mitte des 16. Jahrhunderts entstand auch der Wunsch hochstehender Bürger, sich neue, repräsentative Wohnbauten zu schaffen. Vorbild waren die traufständigen, italienischen Palazzi, deren Errichtung in der von gotischen, giebelständigen Häusern bestimmten Altstadt jedoch ein schwieriges wie kostspieliges Unterfangen war. Aufgrund der Breite eines solchen Neubaus hatte man nicht nur zahlreiche Grundstücke zu erwerben, sondern auch der repräsentative Charakter eines solchen Gebäudes wäre in den engen Gassen kaum zur Geltung gekommen.
Die gleichen Gedanken beschäftigten wohl Klaus Bromm, einen reichen Patrizier, der fast genau in der Mitte der Zeil kurz nach 1541 seinen Wohnsitz errichten ließ. Durch seine Höhe und Breite sowie einen mittigen, spätgotischen Erker mit Spitzhelm, ganz ähnlich dem des nur wenig später erbauten Großen Engels am Römerberg, war das Gebäude seinerzeit wohl nicht nur ein inmitten der ansonsten vorstädtischen, kaum über zwei Stockwerke hinausgehenden Bebauung ungewöhnlicher Anblick, sondern auch ein erstes Zeichen für den beginnenden Wandel des Straßenzuges. Nach Norden besaß das Gebäude einen Treppenturm mit welscher Haube sowie einen bis fast an die Kleine Eschenheimer Straße stoßenden, tiefen Innenhof mit ebenfalls in frühen Renaissanceformen gestalteten Wirtschaftsgebäuden.
Doch nicht nur die Ansprüche der Bürger an ihre Behausung änderten sich. Als zeitweise bedeutendste Messestadt Europas kamen in der Blütezeit der Messe, also dem späten 15. Jahrhundert bis zum Dreißigjährigen Krieg, zweimal jährlich jeweils über 10.000 Menschen für drei Wochen in die Stadt, die noch bis tief ins 19. Jahrhundert hinein kaum mehr als 40.000 Einwohner hatte. Seit 1562 war Frankfurt dann auch Krönungsstätte der Kaiser des Heiligen Römischen Reiches Deutscher Nation und hatte anlässlich einer jeden solchen Zeremonie den Hochadel des gesamten Reichs unterzubringen, der noch weit höhere Ansprüche stellte als die Messgäste.

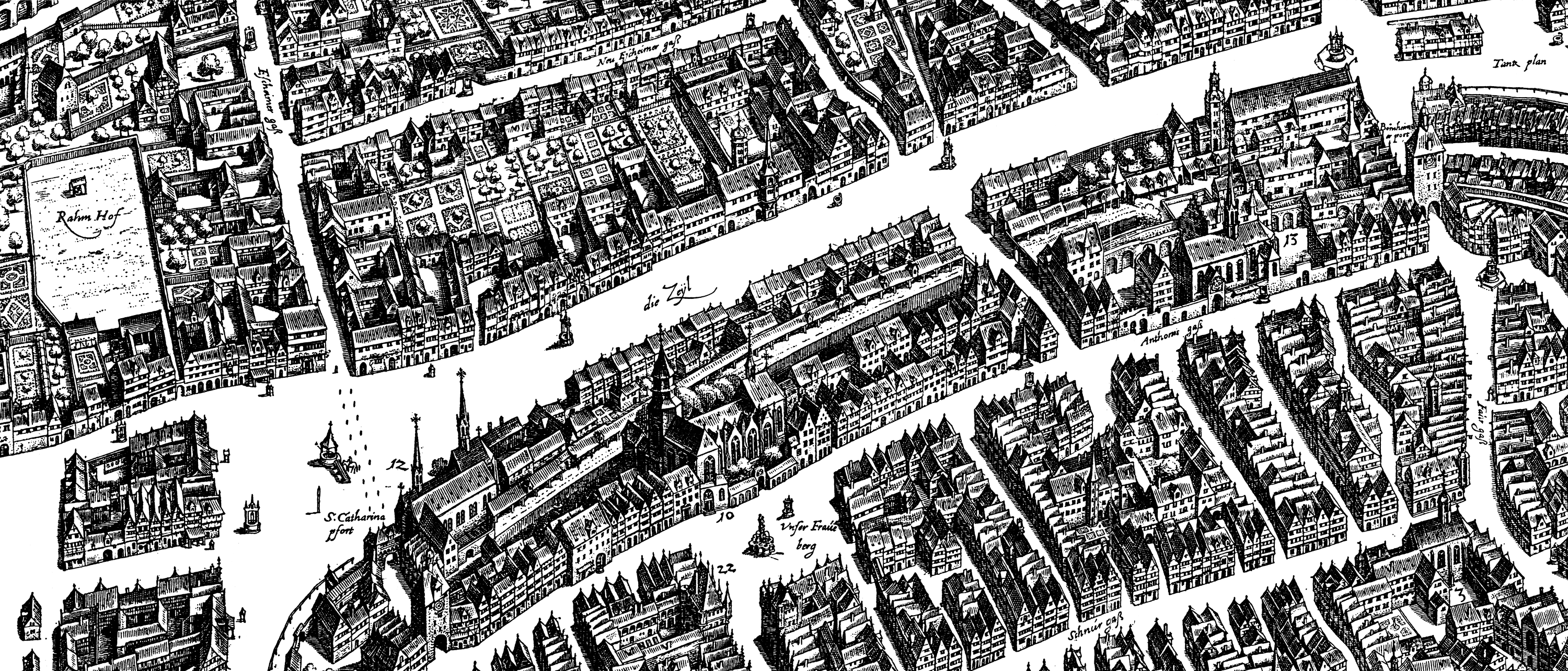
Zeil mit zweiseitiger Bebauung, 1628
(Kupferstich von Matthäus Merian d. Ä.)

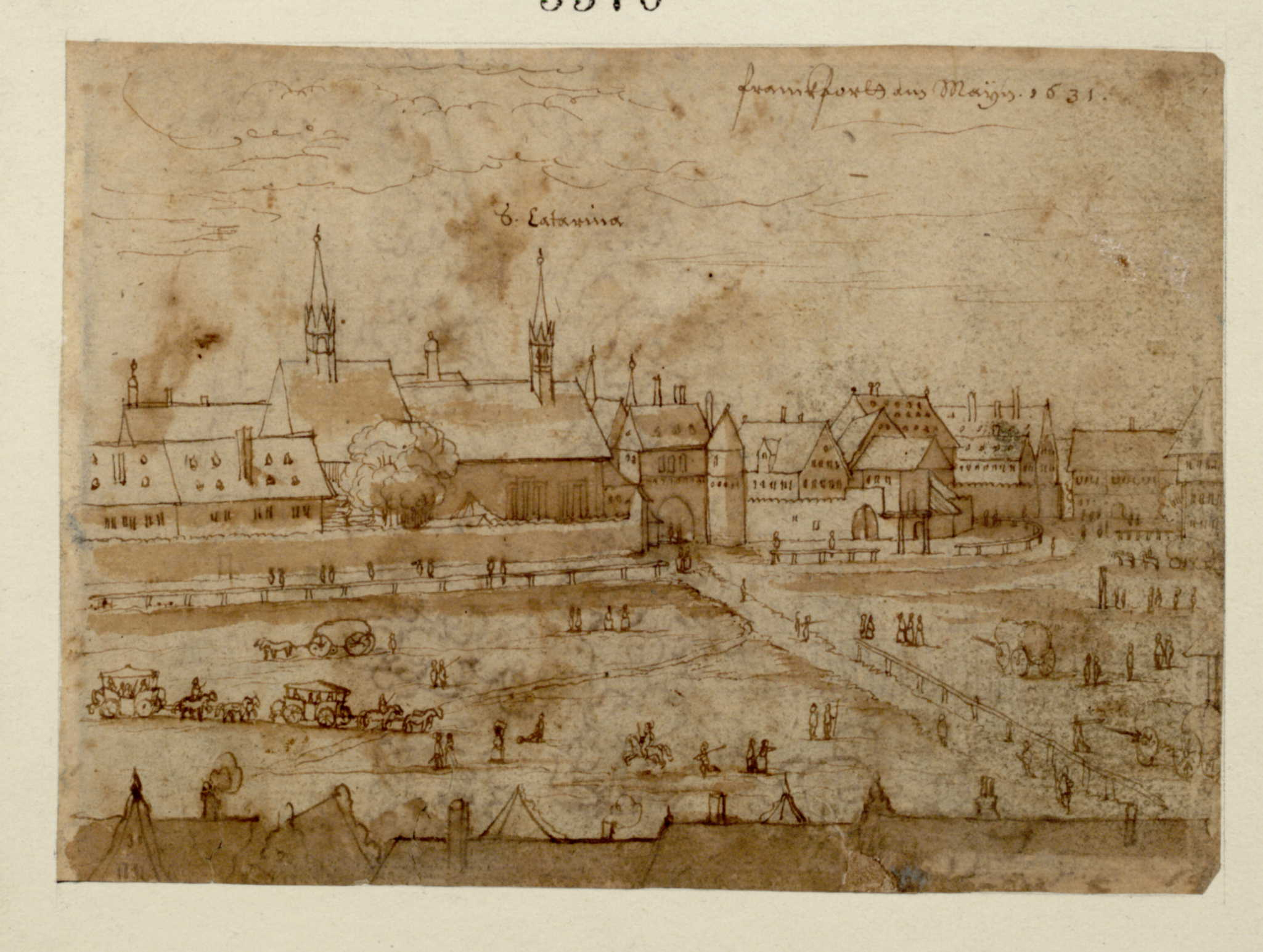
Valentin Wagner: Katharinentor in Frankfurt, die Zeil, 1631

Auch das Beherbergungswesen sollte dadurch zwangsläufig einen Wandel erfahren. Im Mittelalter war die Unterbringung der Gäste hauptsächlich Privatsache, indem sich die immer wiederkehrenden Personen aus bestimmten Regionen des Reichs über Generationen bei den immer gleichen Familien einmieteten, wovon erhaltene Verträge zeugen. Spätestens seit der zweiten Hälfte des 15. Jahrhunderts war dies aufgrund des zunehmenden Missverhältnisses zwischen Bevölkerung und Anzahl der zu versorgenden Gäste schon organisatorisch nicht mehr möglich, der Bruch mit dem mittelalterlichen Gemeinwesen infolge der Reformation tat ein Übriges.
Die vorgenannten Gründe lieferten dem Entstehen eines kommerziellen Beherbergungswesens Vorschub, das sich zunächst in der Fahrgasse, ab dem Beginn des 17. Jahrhunderts dann aber auch zunehmend entlang der Zeil etablierte. Ende des 16. Jahrhunderts wurde der Graben vor der Stadtmauer zugeschüttet und allmählich bebaut. Der Vergleich des sogenannten Faberschen Belagerungsplans von 1552 und des Merianplans von 1628 zeigt diese Entwicklung deutlich. Die Maßnahme war wohl auch in der anwachsenden Bevölkerung durch die Aufnahme von reformierten Glaubensflüchtlingen begründet, was die Bevölkerungszahl bis 1600 auf etwa 20.000 Menschen verdoppelt hatte.
Auch nach der beidseitigen Bebauung, mit der auch die erstmalige Anlage eines Straßenpflasters aus Kieselsteinen einherging, blieb die Zeil die mit Abstand breiteste Straße der Stadt. Die aus der Entstehungsgeschichte gewachsene Situation, dass die Grundstücke auf der Nordseite über wesentlich mehr Tiefe verfügen als auf der Südseite hat sich bis in die Gegenwart wenig geändert. Sie bedingte in den folgenden Jahrhunderten und bis heute, dass die prächtigeren und aufwändigeren Gebäude der Zeil tendenziell eher auf der Nord- als auf der Südseite angesiedelt waren und sind.

### Die ersten Gasthäuser

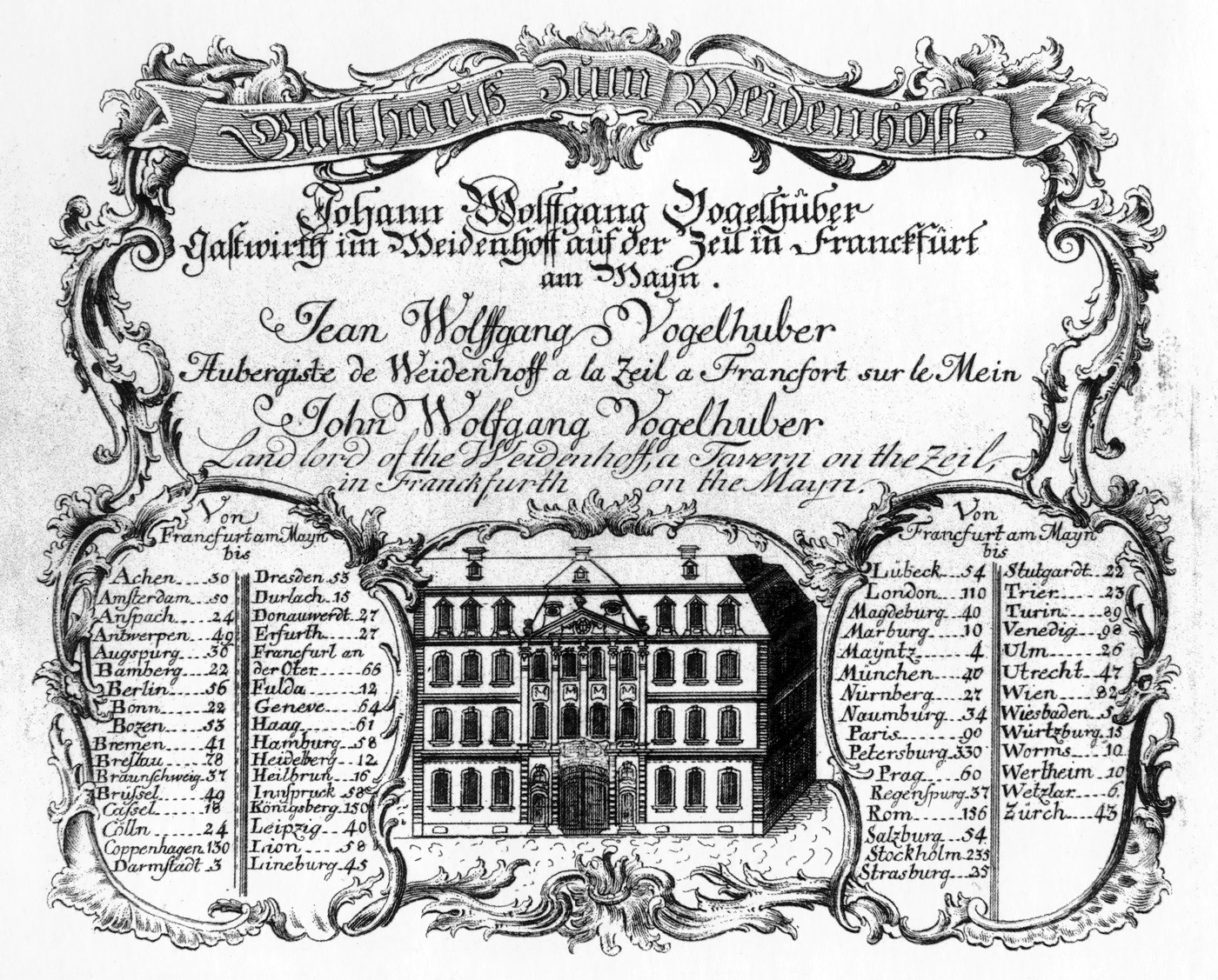
Gastkarte des Weidenhofs, um 1770
(Kupferstich)

Das mit Abstand älteste bekannte und zugleich eines der vornehmsten Gasthäuser war der Weidenhof am westlichen Ende der Zeil, der 1610 das erste Mal urkundlich als solcher erwähnt, 1628 neu erbaut und im 18. Jahrhundert mehrfach in den schnell wechselnden Stilabfolgen umgestaltet wurde. Er ist auf besonders enge Weise mit der Frankfurter Stadtgeschichte verbunden, da Johann Wolfgang Goethes Großmutter, Cornelia Walther, mit dem Pächter des Weidenhofs verheiratet war. Als dieser 1705 starb, heiratete Goethes Großvater Friedrich Georg Göthe in zweiter Ehe ein und übernahm das Gasthaus, mit dem er bis zu seinem Tod im Jahr 1730 ein Vermögen erwirtschaftete. Er legte damit den Grundstock für die Wohlhabenheit der Familie Goethe, die noch seinem berühmten Enkel die finanzielle Unabhängigkeit sicherte.

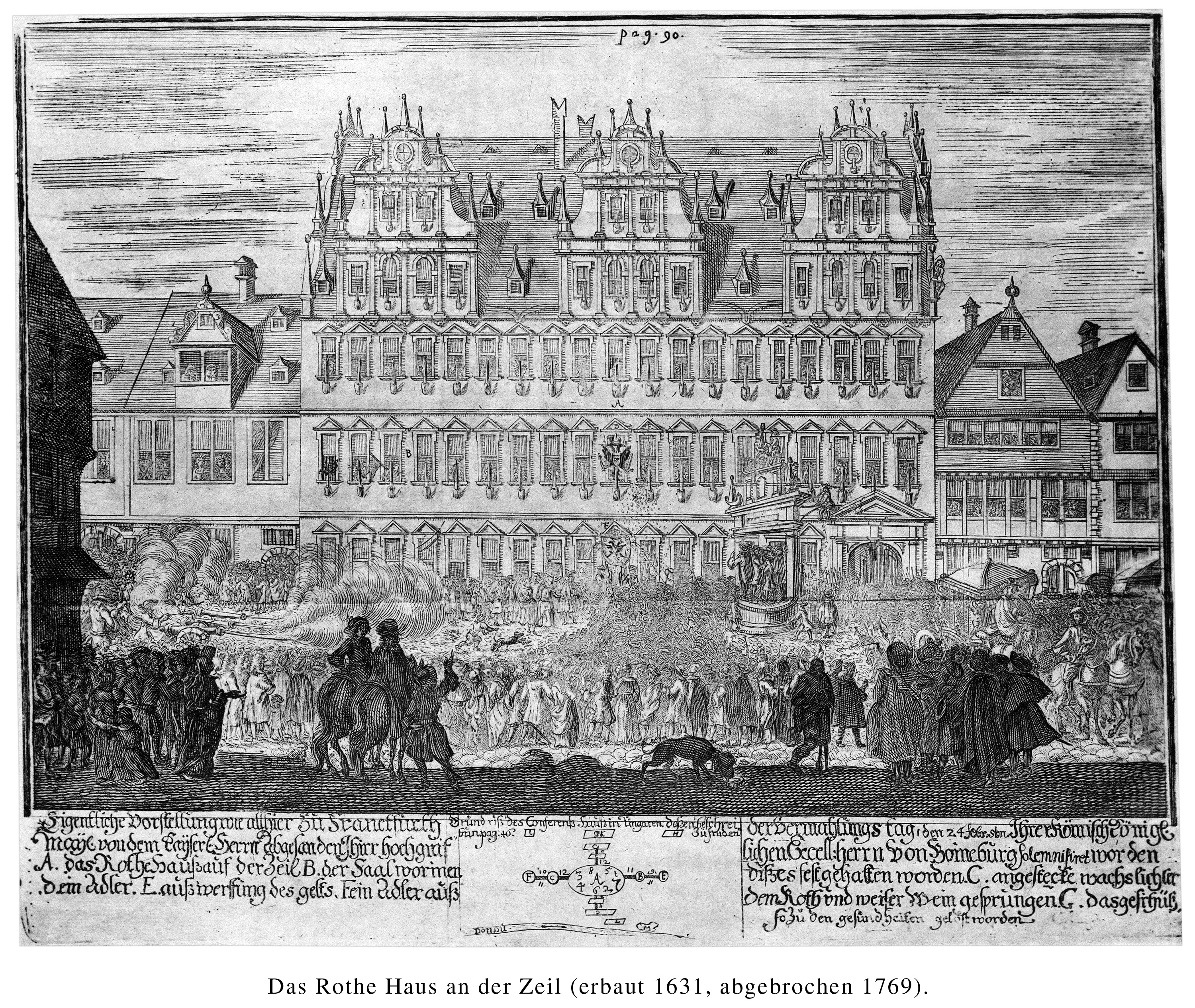
Rotes Haus auf der Zeil, 1699
(Kupferstich)

Der jedoch wichtigste Großbau des 17. Jahrhunderts an der Zeil entstand ungefähr zwischen 1635 und 1640 mit dem Roten Haus etwas westlich von Klaus Bromms Haus. Aufgrund spärlicher Quellenüberlieferung über das Vorhaben muss man sich an den wohl auf Erzählungen von Zeitzeugen fußenden Bericht des 1662 geborenen Stadtchronisten Achilles Augustus von Lersner halten, der schrieb, dass das Gebäude an Stelle von sechs mittelalterlichen Parzellen von einem Johann Porsch für über 32.000 Gulden errichtet wurde.
Es war der von seinen Formen her reinste Renaissancebau, den es im biederen Frankfurt jemals gab: das dreistöckige Gebäude verfügte über 19 Fensterachsen und wurde von drei gewaltigen, nochmals dreigeschossigen Zwerchhäusern mit Pilastergliederung bekrönt. Nach Norden verfügte es über eine ausgedehnte Gartenanlage, die auf die Hinterhäuser der Kleinen Eschenheimer Gasse stieß. Bemerkenswerterweise handelte es sich um kein Privathaus, sondern ein von vornherein als luxuriöser Gasthof und Hotel konzipiertes Gebäude, das dem Beherbergungswesen an der Zeil den endgültigen Durchbruch und Vorzug gegenüber der Altstadt brachte.
Das Ende der Bautätigkeit des 17. Jahrhunderts bildete der Neubau der Katharinenkirche in den Jahren 1678–1681, der den noch aus der Mitte des 14. Jahrhunderts stammenden Vorgängerbau ersetzte. Der auf eigentümliche Weise gotische und barocke Stilelemente vermengende Sakralbau ist nach fast totaler Kriegszerstörung 1944 und äußerlichem Wiederaufbau heute das älteste Gebäude der Zeil.

### Prachtstraße des 18. Jahrhunderts

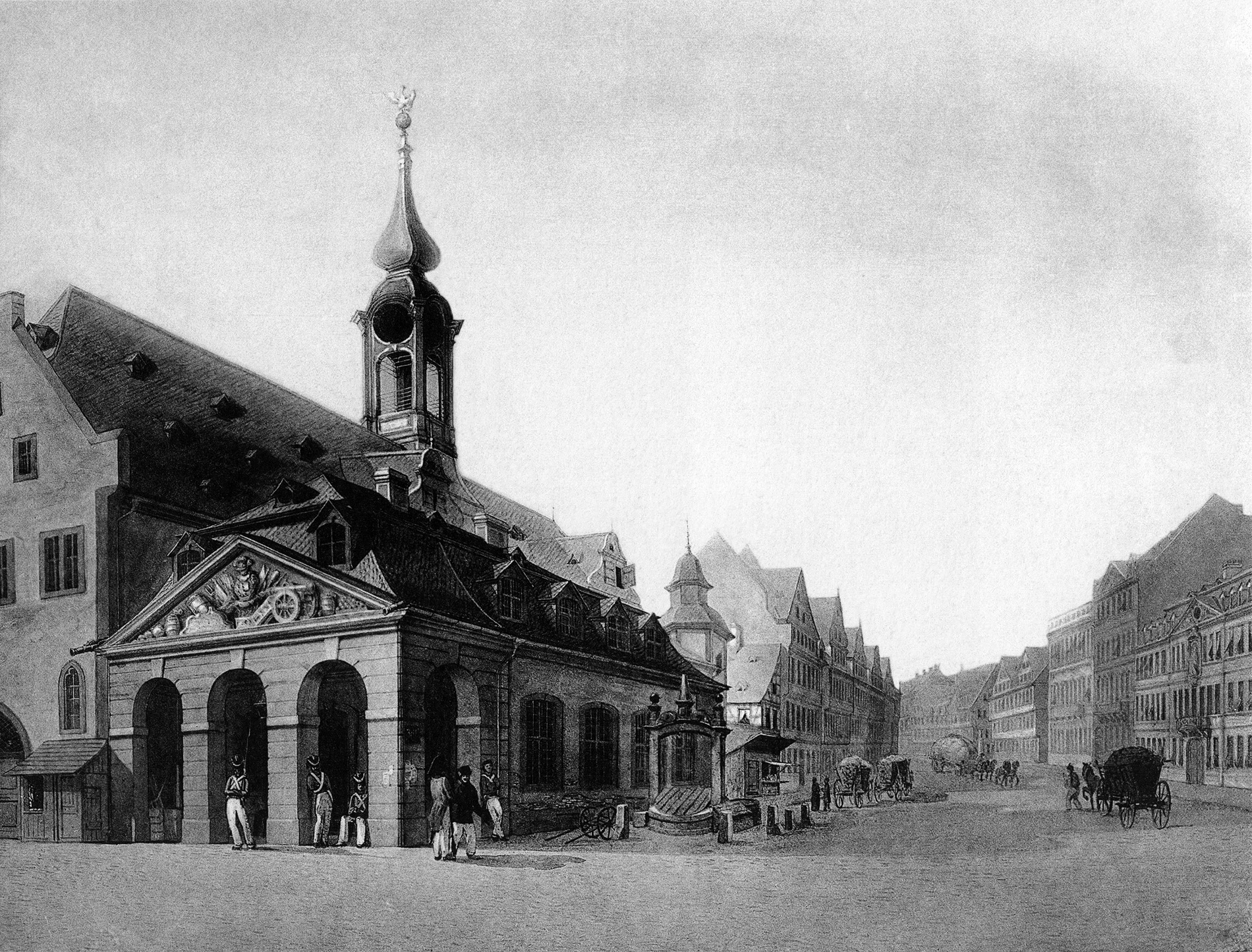
Zeil mit Konstablerwache nach Westen, um 1820
(Fotografie eines Aquarells von Philipp Jakob Bauer)

1729–1730 wurde von Stadtbaumeister Johann Jakob Samhaimer am westlichen Ende der Zeil das barocke Hauptwachengebäude errichtet, das als Quartier der Stadtwache und Gefängnis diente. Das Bauwerk steht nach schwersten Kriegsschäden 1944, äußerlich unverändertem Wiederaufbau und einer geringfügigen Translozierung zugunsten des U-Bahn-Baus 1968 heute am gleichnamigen Platz und dient als Café. Am anderen, östlichen Ende der Zeil errichtete 1753 Stadtbaumeister Lorenz Friedrich Müller neben dem noch aus der Mitte des 16. Jahrhunderts stammenden Zeughaus den Neubau eines Wachpostens der städtischen Konstabler.

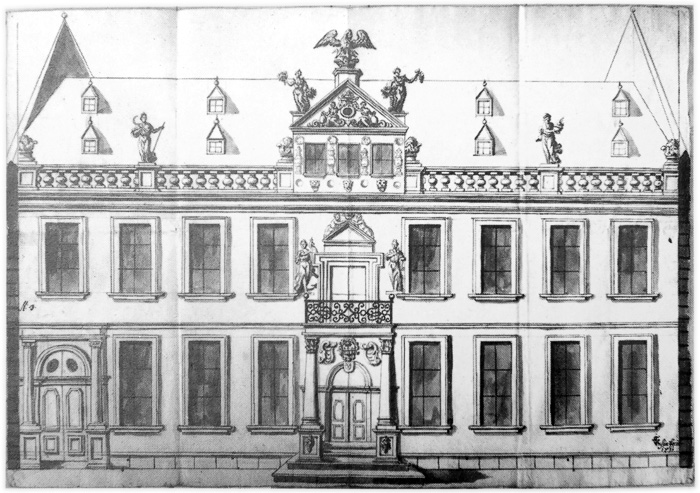
Palais Barckhaus, 1711
(Tuschezeichnung von Johan Conrad Unsinger)

1742 wurde gegen den erbitterten Widerstand der Habsburger der Wittelsbacher Karl VII. in Frankfurt zum Kaiser gewählt und gekrönt – und musste gleich in Frankfurt bleiben, da österreichische Truppen seine Hauptstadt München besetzt hatten. Er nahm deshalb Quartier im um 1711 für die Familie Barckhaus erbauten Barckhausenschen Palais auf der Südseite der Zeil, das damit zum provisorischen Kaiserpalast wurde. Karl starb bereits drei Jahre darauf, sein Nachfolger wurde ein Habsburg-Lothringer. Die Zeil entwickelte sich jedoch weiter zu einem der bekanntesten Großstadtboulevards ihrer Zeit.
Schon 1741 hatte Landgraf Ludwig VIII. von Hessen-Darmstadt an der Stelle von Klaus Bromms Haus mit dem Bau des Darmstädter Hofs begonnen, eines repräsentativen Neubaus, den er anlässlich der Krönungsfeier Karls VII. fertiggestellt haben wollte. Da jedoch gegen die Zunftordnungen verstieß, indem er auswärtige Handwerker zum Bau hinzuzog, kam es zu einem Streit und einem damit verbundenen, 12 Jahre währenden Baustopp. Erst nach Klärung zugunsten des städtischen Handwerks wurde ab 1753 weiter gebaut, 1757 war das Gebäude, das knapp über 30.000 Gulden erforderte, fertiggestellt.

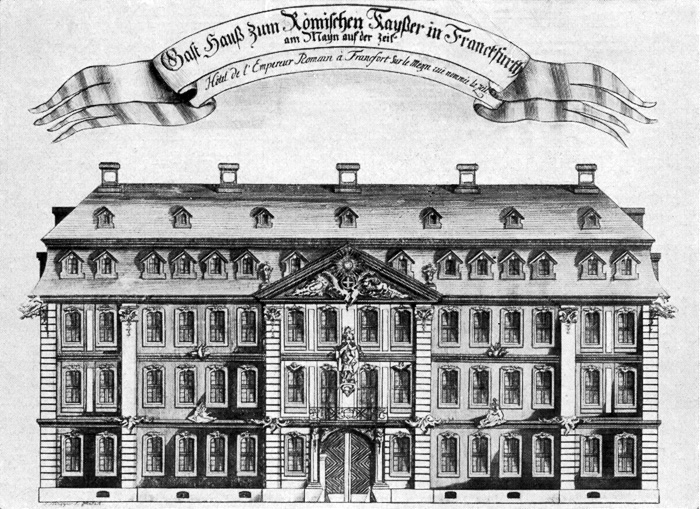
Gastkarte des Römischen Kaisers, um 1770
(Kupferstich)

Der später auch Hessisches Palais genannte Stadtpalast war der letzte reine Barockbau an der Zeil, schon zuvor hatte das Rokoko Einzug in der Stadt gehalten. Eines der schönsten Beispiele war das bereits um 1745 errichtete Gasthaus Zum Römischen Kaiser an der Ecke zur Schäfergasse, das den Namen eines schon seit dem 17. Jahrhundert als solcher bekannten Herberge weitertrug. Hier wohnten unter anderem Maria Theresia, Kaiser Joseph II. und noch während des Frankfurter Fürstentages mehrere Staatsoberhäupter.

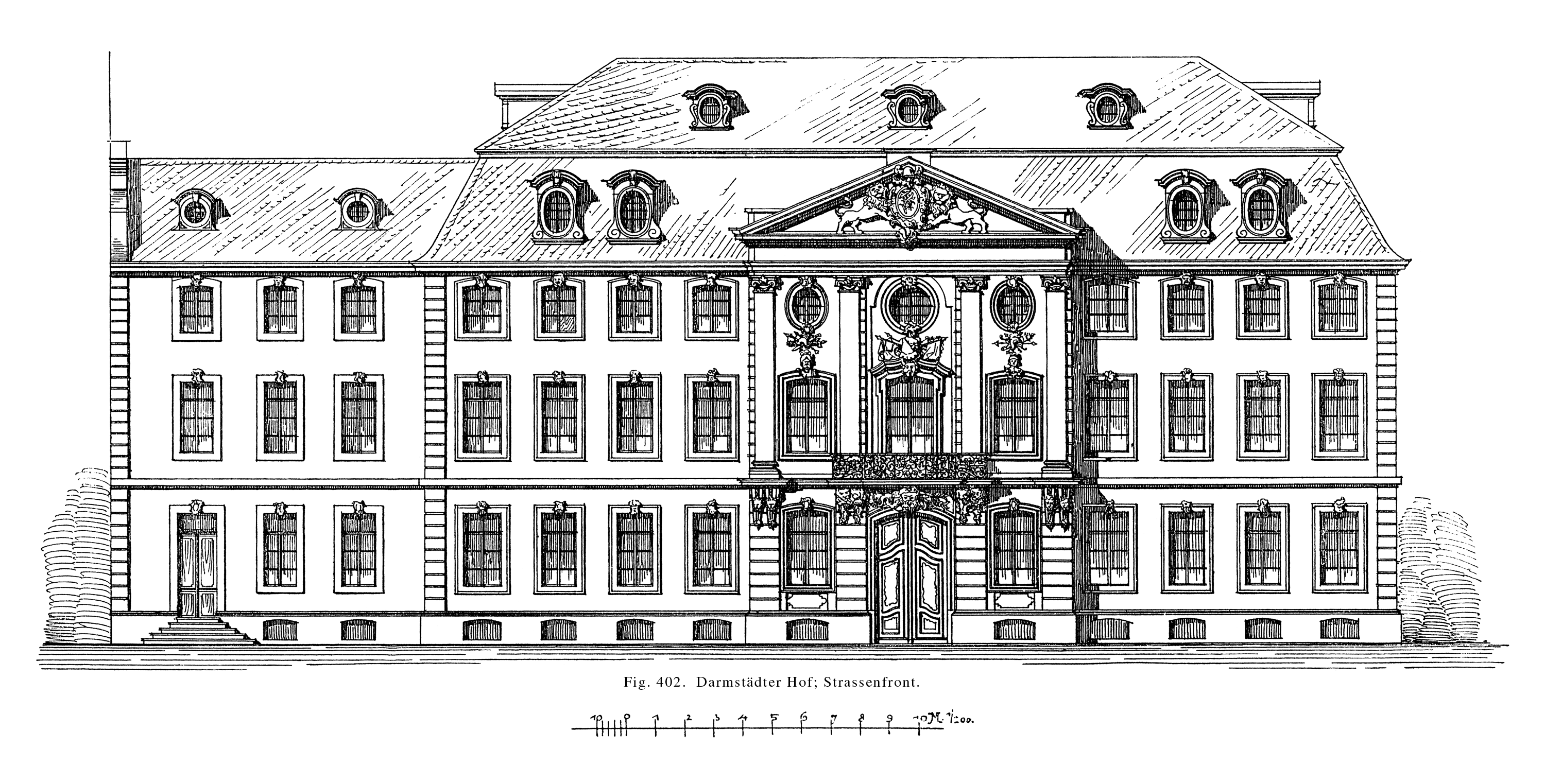
Fassade des Darmstädter Hofs, 1898

Auch das Rote Haus, nach dem finanziellen Ruin seines letzten Wirtes jahrzehntelang leer stehend, fand 1766 wieder einen Käufer. Um in Konkurrenz zu den nun führenden Gasthäusern treten zu können, wurde der damals über 130 Jahre alte Renaissancebau vollständig beseitigt und bis Ende 1767 durch einen Neubau in sehr reinen spätbarocken Formen ersetzt.
Neben den palaisartigen Großbauten gab es aber auch weiter kleinere Neubauten, mit denen sich einzelne Familien ein Zweit- oder Hauptwohnsitz an der Zeil schufen. Beispiele dafür waren etwa das an das Rote Haus westlich angrenzende Palais der Frankfurter Färber-Dynastie Böhler, in der ersten Hälfte des 18. Jahrhunderts durch den für seine Bibliothek berühmten Bibliophilen und Privatgelehrten Zacharias Konrad von Uffenbach erbaut, oder das wiederum daran westlich anstoßende Stadthaus des zu Reichtum gekommenen Tuch- und Seidenhändlers Peter Pasquay, das durch seinen prachtvollen Giebelaufbau hervorstach.
Obwohl die Neustadt Mitte des 18. Jahrhunderts zumindest im Bereich der Zeil schon lange ihren Charakter als Vorstadt verloren hatte, verschwand der Viehmarkt offiziell erst 1784. Auf geradezu symbolhafte Weise entstand der bedeutendste Neubau des späten 18. Jahrhunderts anstelle des ehemaligen Viehhofes, einer großen Stallanlage für das zum Verkauf gedachte Vieh, sowie einer angrenzenden, in früheren Zeiten bei den Viehverkäufern beliebten Gaststätte. Es war die Zeit des frühen Klassizismus bzw. Louis-seize, der bei den in der öffentlichen Zurschaustellung von Pracht ohnehin zurückhaltenden Frankfurtern nach dem Pomp der vergangenen Jahrzehnte auf fruchtbaren Boden fiel.

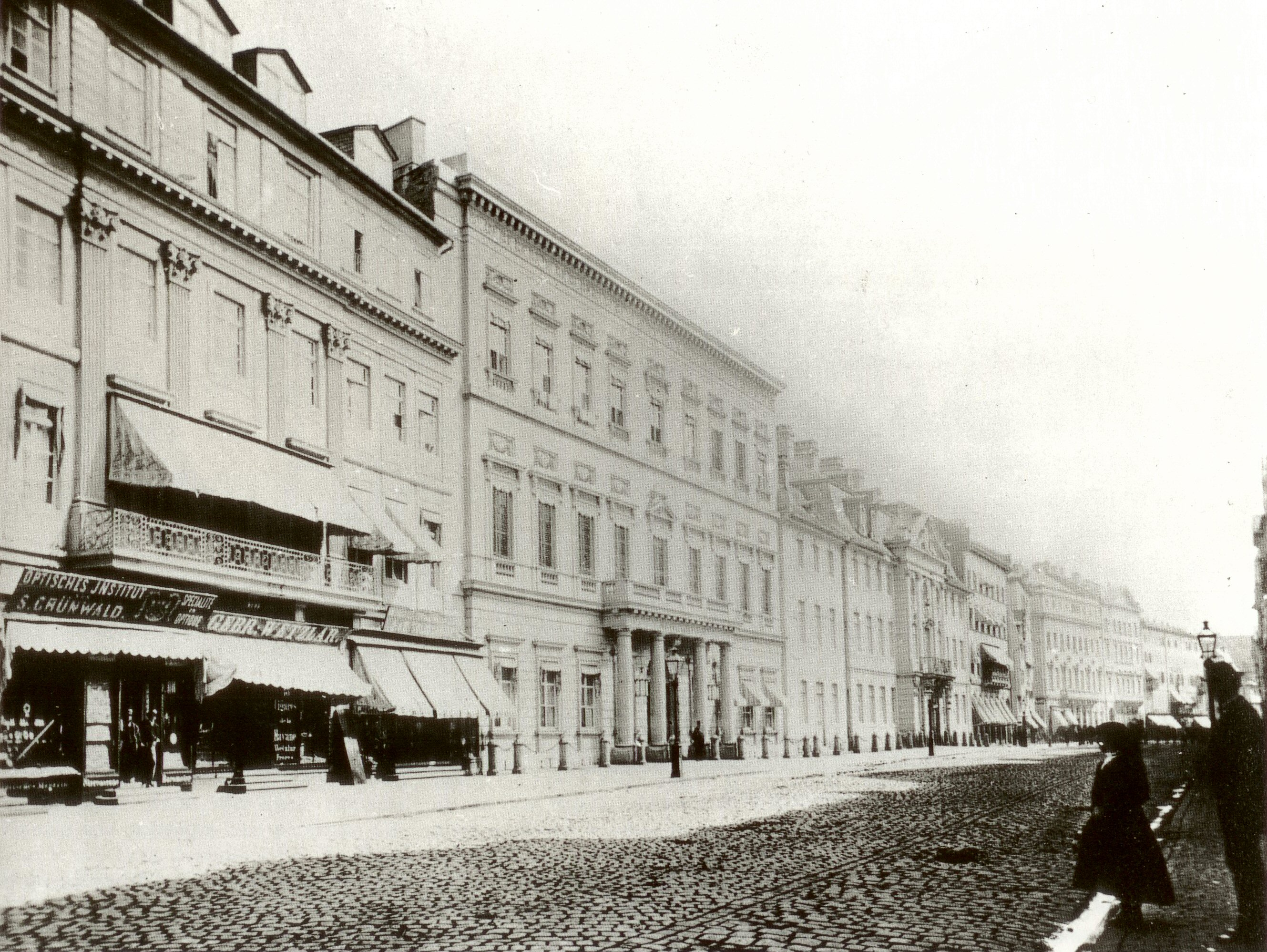
Östlicher Anbau des Roten Hauses, Russischer Hof und Darmstädter Hof an der Nordseite der Zeil, 1875
(Fotografie von Carl Friedrich Mylius)

Nach Kauf und Abriss der vorgenannten Anlage errichtete 1788–1794 Nicolas de Pigage dann mit dem Schweitzerschen Palais ein Stadtpalais für den aus Verona stammenden Seidenhändler Franz Maria Schweitzer (1722–1812). Der in Frankreich geschulte und in ganz Europa tätige Architekt verarbeitete die seinerzeit neuesten stilistischen Einflüsse in dem Gebäude, das neben dem Louis-seize bereits Elemente des Directoire vorausnahm. Auch im Inneren war das Gebäude mit Fresken des kurtrierischen Hofmalers Januarius Zick prachtvoll ausgestattet.

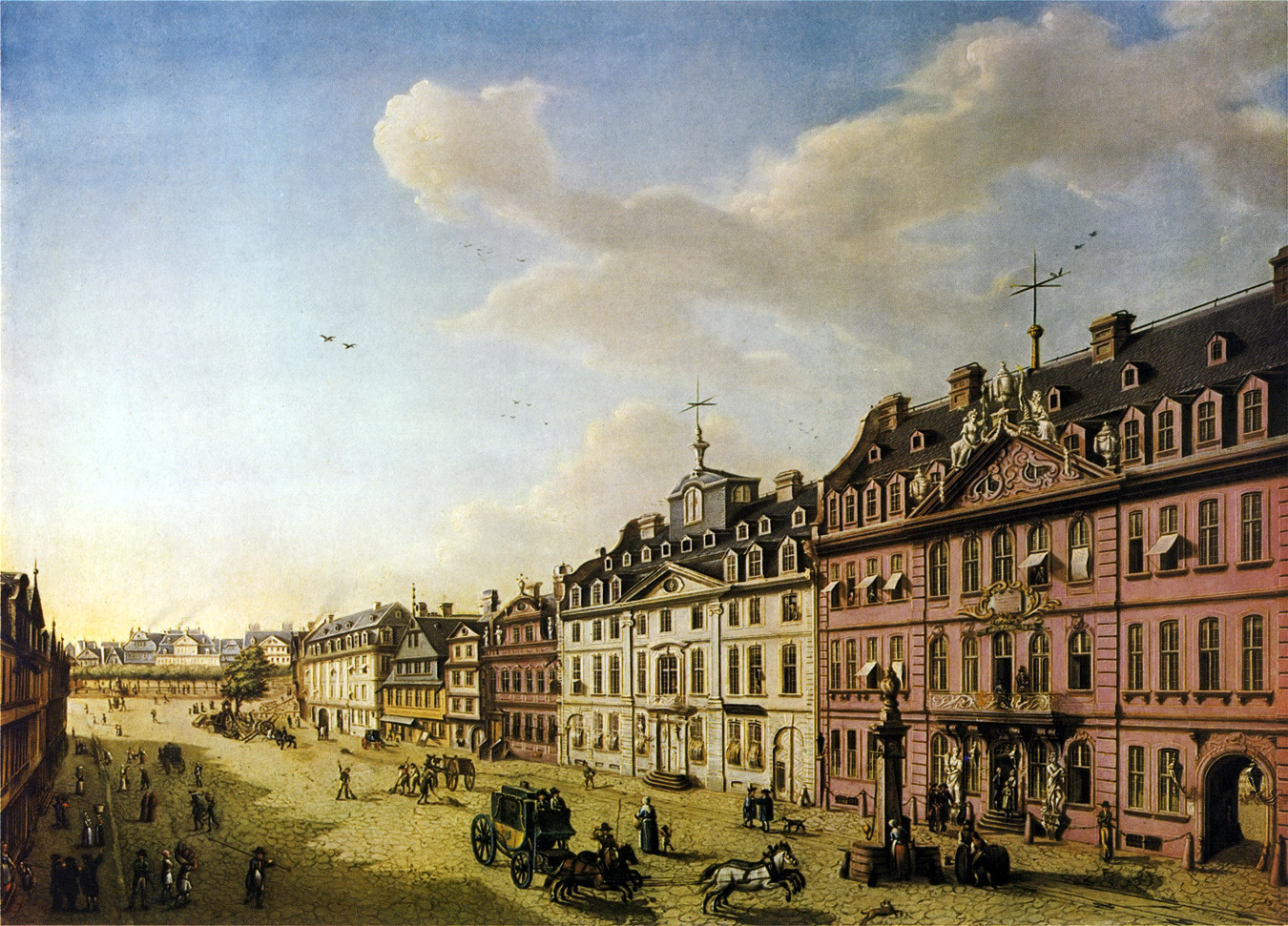
Nordseite der westlichen Zeil mit dem Roten Haus, dem Palais Böhler, dem Pasquayschen Haus und dem Weidenhof, 1793
(Ölgemälde von Johann Ludwig Ernst Morgenstern)

Der Bauherr starb jedoch bereits 1812. Seine Erben überließen das Palais dem Metzgermeister Stier, dessen Schwiegersohn Sarg hier 1827 das Luxushotel Hotel de Russie eröffnete, das unter dem bekannteren Namen Russischer Hof zu den berühmtesten seiner Zeit gehörte. Noch Kaiser Wilhelm I. übernachtete hier mehrfach. Selbst Goethe lobte das Gebäude – ganz im Gegensatz zur mittelalterlichen Altstadt – in seiner Reise in die Schweiz am 18. August 1797: „Eine Hauptepoche macht denn nun zuletzt das Schweitzerische Haus auf der Zeile, das in einem ächten, soliden und großen italienischen Style gebaut ist und vielleicht lange das einzige bleiben wird.“
Ein weiteres bekanntes Bauwerk der Wende zum 19. Jahrhundert war das 1791–1793 an der Ecke zur Brönnerstraße für den Handelsherren Johann Friedrich Schmidt errichtete Schmidsche Haus, nach seinem späteren Besitzer Daniel Heinrich Mumm von Schwarzenstein besser bekannt als Palais Mumm. Auch hier war laut älterer mündlicher Überlieferung Nicolas de Pigage tätig, doch konnte seine Urheberschaft im Gegensatz zum Russischen Hof nie schriftlich bewiesen werden. Dem Eintrag zu Peter Speeth in Bonaventura Andres’ Ausgabe der Neuen fränkischen Chronik aus dem Jahr 1809 ist zu entnehmen, dass de Pigage diesen im Alter von 19 Jahren mit der Ausführung beauftragte.
Östlich grenzte das 1793–1797 vermutlich nach Plänen des späteren Würzburger Bauintendanten Nicolas Alexandre Salins de Montfort für Johann Peter von Leonhardi erbaute, sogenannte Leonhardische Haus an. Leonhardi war ein Schwager Johann Friedrich Schmidts und hatte von diesem den Bauplatz angeboten bekommen. Im 19. Jahrhundert verkaufte die Familie von Leonhardi das Haus an Amschel Mayer von Rothschild. Seitdem ist es besser unter dem Namen Palais Rothschild bekannt. Nach Rothschilds Tod diente es bis 1941, als es von den Nationalsozialisten zwangsgeräumt wurde, als jüdisches Altersheim, 1942 bis zur Zerstörung 1944 als Hauptbefehlsstelle und Wache der Obdachlosenpolizei.
Auch die Fassade des Roten Hauses wurde um 1790, also nur knapp 20 Jahre nach der Neufassung im spätbarocken Geschmack, nochmals frühklassizistisch umgestaltet. Zeitgleich kaufte der damalige Besitzer und Wirt, Johann Adam Dick, die östlich davon gelegenen vier Fachwerkhäuser an, die das Gebäude vom Russischen Hof trennten, und ließ an ihrer Stelle einen eigenständigen Anbau errichten.

### Wandel zum klassizistischen Vorzeigeboulevard

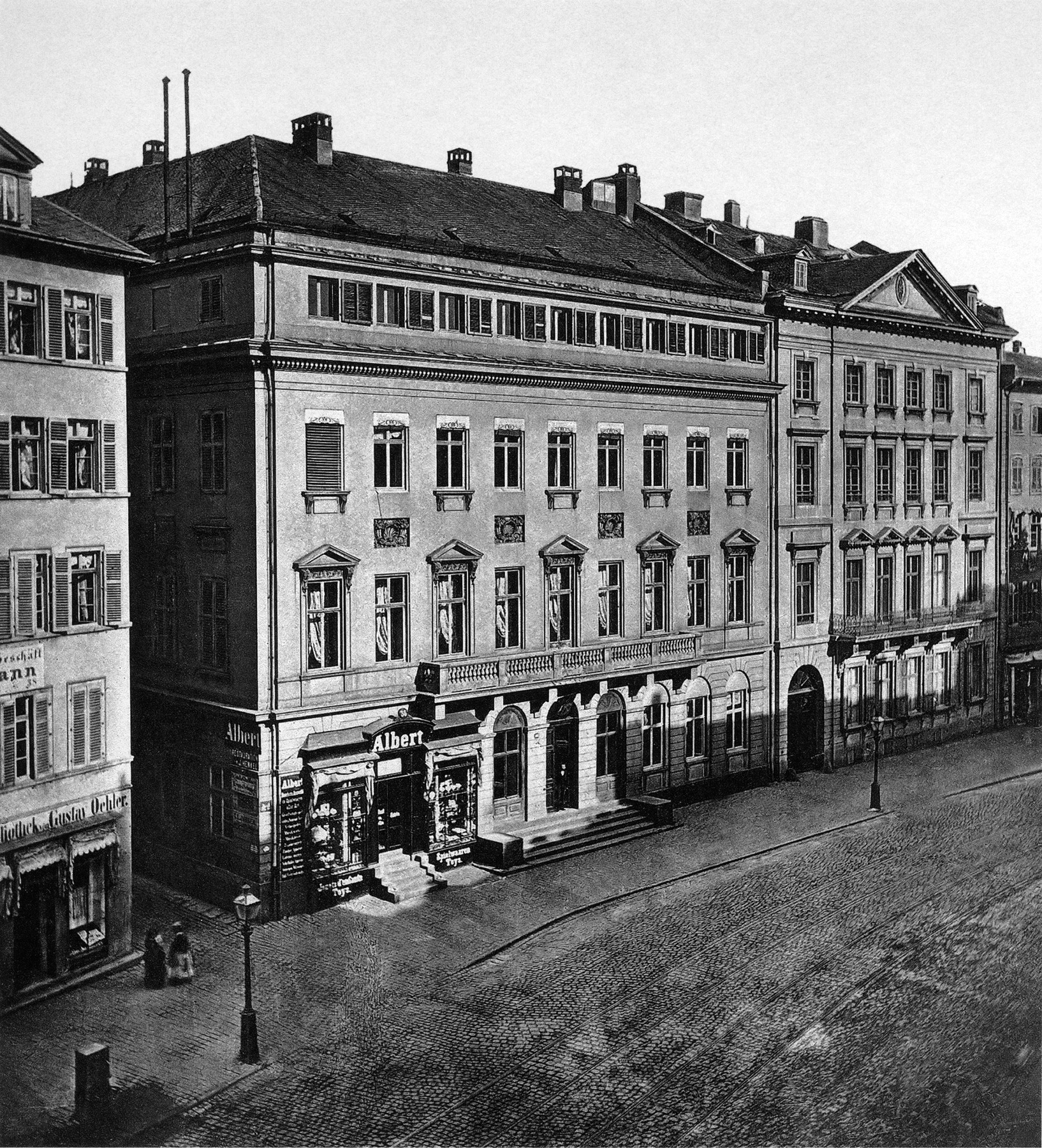
Palais Mumm und Palais Rothschild, 1875
(Fotografie von Carl Friedrich Mylius)

Nach der unruhigen, aber für Frankfurt noch glimpflich verlaufenen Zeit der Französischen Revolution unterstand die Stadt ab 1806 dem Kurfürsten und späteren Großherzog Karl Theodor von Dalberg. Er machte den Klassizismus und damit verbundene Vorstellungen zur Chefsache. Die mittelalterliche Befestigung und die frühneuzeitlichen Bastionen der Neustadt wurden geschleift und durch Grünanlagen im Stil englischer Landschaftsgärten ersetzt.
Johann Georg Christian Hess erarbeitete im Auftrage Dalbergs ein Baustatut, das 1809 in Kraft trat und den Klassizismus zur vorgeschriebenen Bauweise für Neubauten machte sowie den Fachwerkbau für Neubauten endgültig verbot. Dennoch wurden viele Bauten, z. B. an der später berühmten Mainfront, aber auch an der Zeil, nur mit klassizistischen Fassaden versehen, ansonsten aber in ihrer Substanz kaum verändert.
Durch das Ende des Heiligen Römischen Reiches Deutscher Nation hatte Frankfurt die bedeutende Rolle als Wahl- und Krönungsstätte der deutschen Kaiser eingebüßt, und auch das einstige Messgeschäft hatte nicht mehr das Gewicht vorangegangener Jahrhunderte, die Altstadt fiel in einen Dornröschenschlaf. Doch aufgrund des konsequenten Vorgehen Dalbergs, die von ihm eingeläuteten sozialen und wirtschaftlichen Reformen, die auch Niederschlag in der Konstitutionsergänzungsakte fanden, der geänderten Verfassung der ab 1816 Freien Stadt Frankfurt, genoss die Stadt schnell einen selbst international außerordentlich progressiven und liberalen Ruf.
Das gesellschaftliche und zunehmend auch das wirtschaftliche Leben verlagerte sich nach dem bereits eindeutigem Trend des 18. Jahrhunderts nun endgültig in die Neustadt. Neben der Neuen Mainzer Straße war die Zeil durch die noch aus dem ausgehenden 18. Jahrhundert stammenden frühklassizistischen Großbauten bedeutender Architekten wie Pigage oder Montfort nun der Vorzeigeboulevard der ehemaligen Reichsstadt, die den schwierigen Spagat zwischen Tradition und damaliger Moderne geschafft hatte, ein Problem, das viele andere ehemalige und ebenso konservative Reichsstädte gar nicht oder erst über wesentlich längere Zeiträume meisterten.
Zahlreiche zeitgenössische Beschreibungen dokumentieren den hervorragenden Ruf, den die Zeil in der ersten Hälfte des 19. Jahrhunderts hatte. So schrieb der Historiker und Stadttopograph Johann Georg Battonn schon um 1810: „Die Zeile ist ohne Widerrede die schönste Strasse der ganzen Stadt, sie hat ihre seltene Breite den Viehmärkten zu verdanken, die Raum erforderten und nicht zuließen, dass sie der alte Baugeschmack in engere Gränzen brachte. Ihre prachtvollen Gebäude ziehen die Bewunderung der Fremden an sich, und überzeugen sie von dem Reichthum der hiesigen Bürger.“
In einem Reiseführer des Jahres 1843 wurde geschrieben: „Und nun stehen wir an der berühmten Zeil. Niemand wird dieser Zeile von Palästen seine Bewunderung versagen können. Was der Erfindungsgeist unseres industriellen Jahrhunderts für den Luxus nur immer geschaffen hat, finden wir hier in glänzenden, nicht selten prächtigen Läden zur Schau gestellt. Schlösser, wahre Fürstenwohnungen, sind zur Aufnahme der Fremden bereit. Und welche Menschenmenge flutet früh und spät uns hier entgegen, welch dichtes Gewimmel auf der ganzen Breite dieser Straße!“

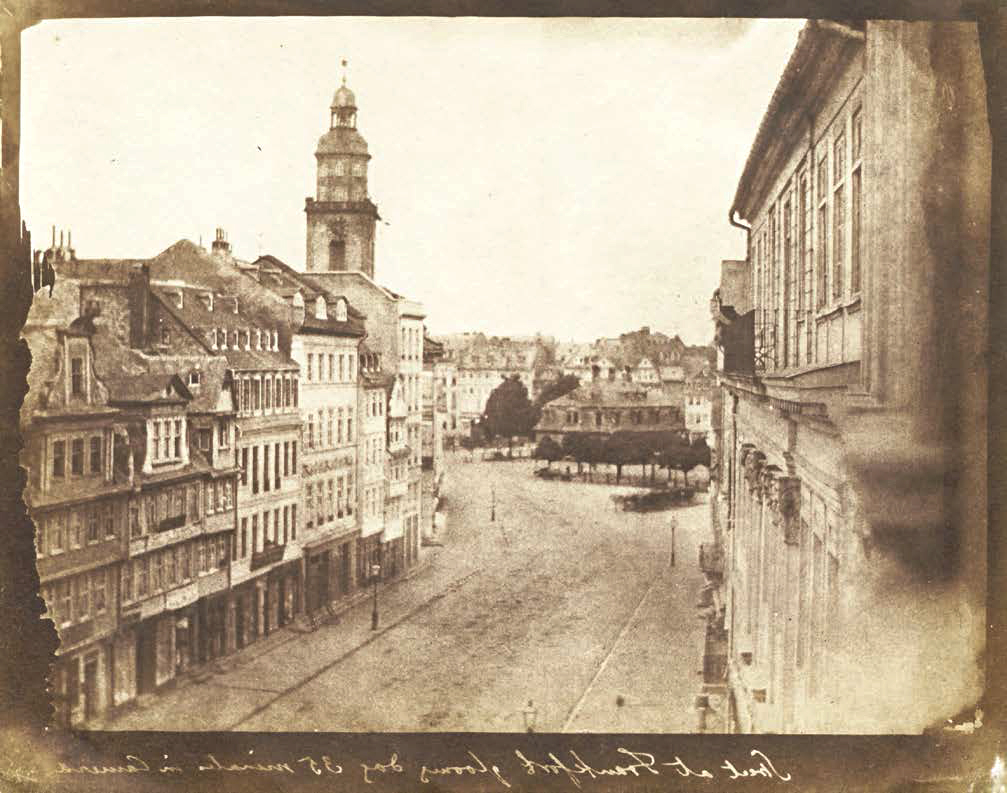
Blick von der Zeil auf die Hauptwache, 1846
(Kalotypie von William Henry Fox Talbot)

Der Stadtführer deutete bereits einen neuen Trend an: das Beherbergungswesen verlor langsam seine einstige Bedeutung, dafür zogen zunehmend Geschäfte in die Gebäude ein. 1834 wurde der Hotelbetrieb im traditionsreichen Weidenhof eingestellt, 1843 fiel dann das zuletzt im späten 18. Jahrhundert umgebaute Gebäude einem klassizistischen Neubau zum Opfer.
Ansonsten wurde erstaunlicherweise keines der bedeutenderen Bauwerke für die klassizistische Umgestaltung abgebrochen. Die Neu- und Umbauten spielten sich vor allem auf der schon immer weniger bedeutenderen – da nicht von der Sonne beschienenen – Südseite der Zeil ab. Bereits die älteste bekannte Fotografie der Stadt aus dem Jahr 1846 zeigt diese ohnehin selten gezeigte mittägige Straßenseite mit vielen klassizistischen Neubauten.

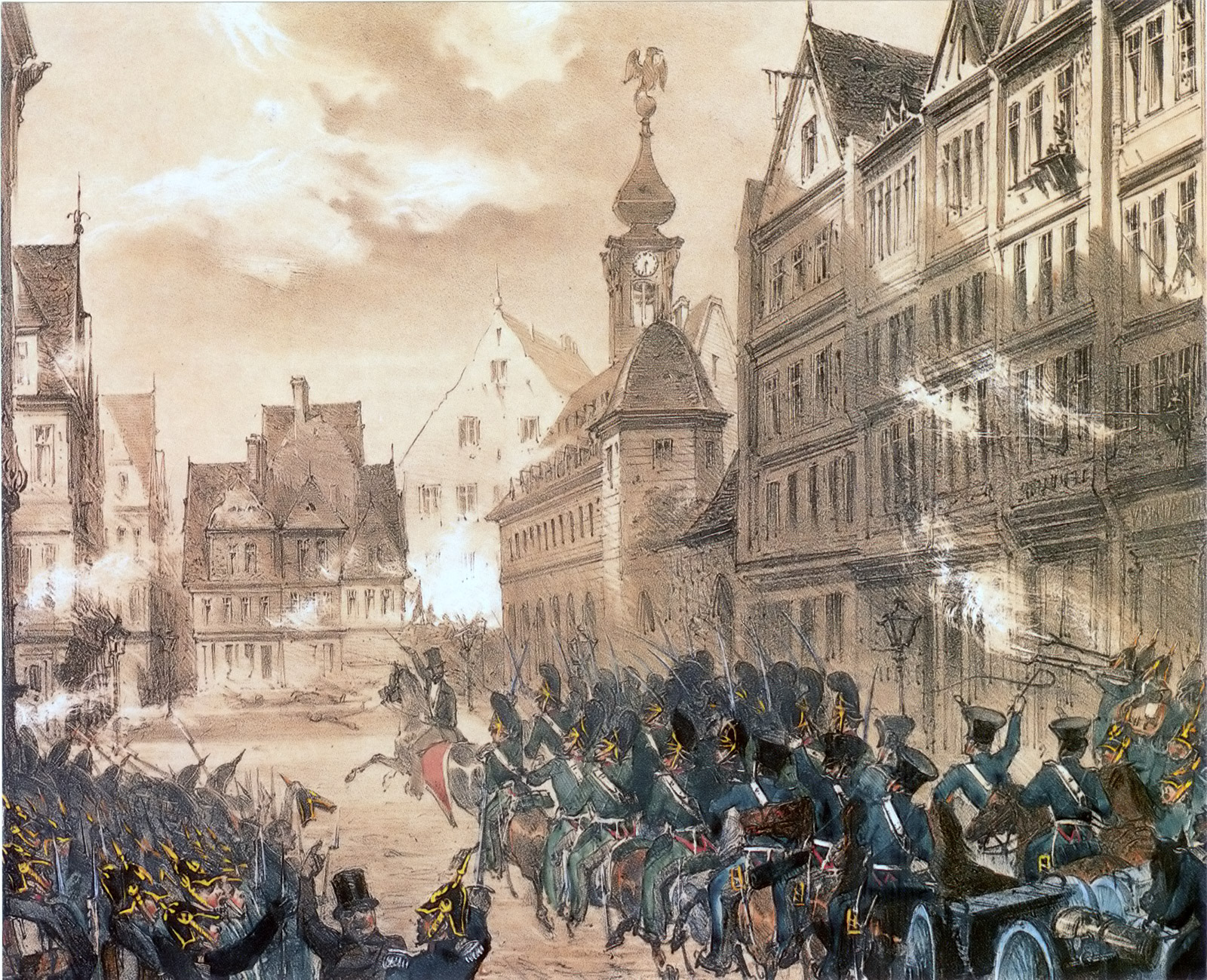
Erstürmung der Barrikade an der Konstablerwache am 18. September 1848
(Chromolithographie von Eduard Gustav May nach einer Zeichnung von Jean Nicolas Ventadour)

Auch für das Rote Haus waren die glanzvollen Zeiten als Gasthaus endgültig vorüber. Ende 1831 wurde es von seinem letzten Wirt Herrmann Dick für 200.000 Gulden an das Fürstenhaus Hessen-Kassel verkauft, das es kurz nach dem März 1832 umbauen und mit einer spätklassizistischen Fassade versehen ließ.
Bereits 1837 wechselte das Gebäude erneut den Besitzer und ging für 365.000 Gulden an die Fürsten von Thurn und Taxis, die es alsbald für 125.000 Gulden zum Frankfurter Zentrum der Brief- und Fahrpost ausbauen ließen. 1867 ging es nach der Annexion Frankfurts an Preußen, nach der Reichsgründung 1871 wurde es Reichseigentum, unter dem es 1879 für die nun staatliche betriebene Post seine fünfte und letzte Fassade im Stil der italienischen Renaissance erhielt.
Bei den Septemberunruhen 1848 rückte die Zeil kurz ins Zentrum des europäischen Weltgeschehens. Bewaffnete revolutionäre Arbeiter, Bauern und Handwerker, die von der Arbeit der Nationalversammlung in der Paulskirche enttäuscht waren, errichteten am 18. September Barrikaden im ganzen Stadtgebiet, vor allem aber zwischen Haupt- und Konstablerwache. Zwei Abgeordnete der nationalliberalen Casino-Fraktion, Felix Fürst von Lichnowsky und der angesehene preußische General Hans von Auerswald, wurden bei einem Erkundungsritt vor dem Friedberger Tor von Aufständischen angegriffen und tödlich verwundet.
Aufgrund des spontanen wie planlosen Auftretens der Revolutionäre wurde der Aufstand nun sehr schnell von preußischen und österreichischen Militärs blutig niedergeschlagen, wobei insgesamt 42 Menschen ums Leben kamen, darunter 30 Aufständische und 12 Soldaten. Der Vorfall war trotz seines raschen Endes von großer politischer Strahlkraft und wird heute als Beginn vom Ende der Nationalversammlung gesehen.

### Kaufhausarchitektur zwischen Gründerzeit und Erstem Weltkrieg

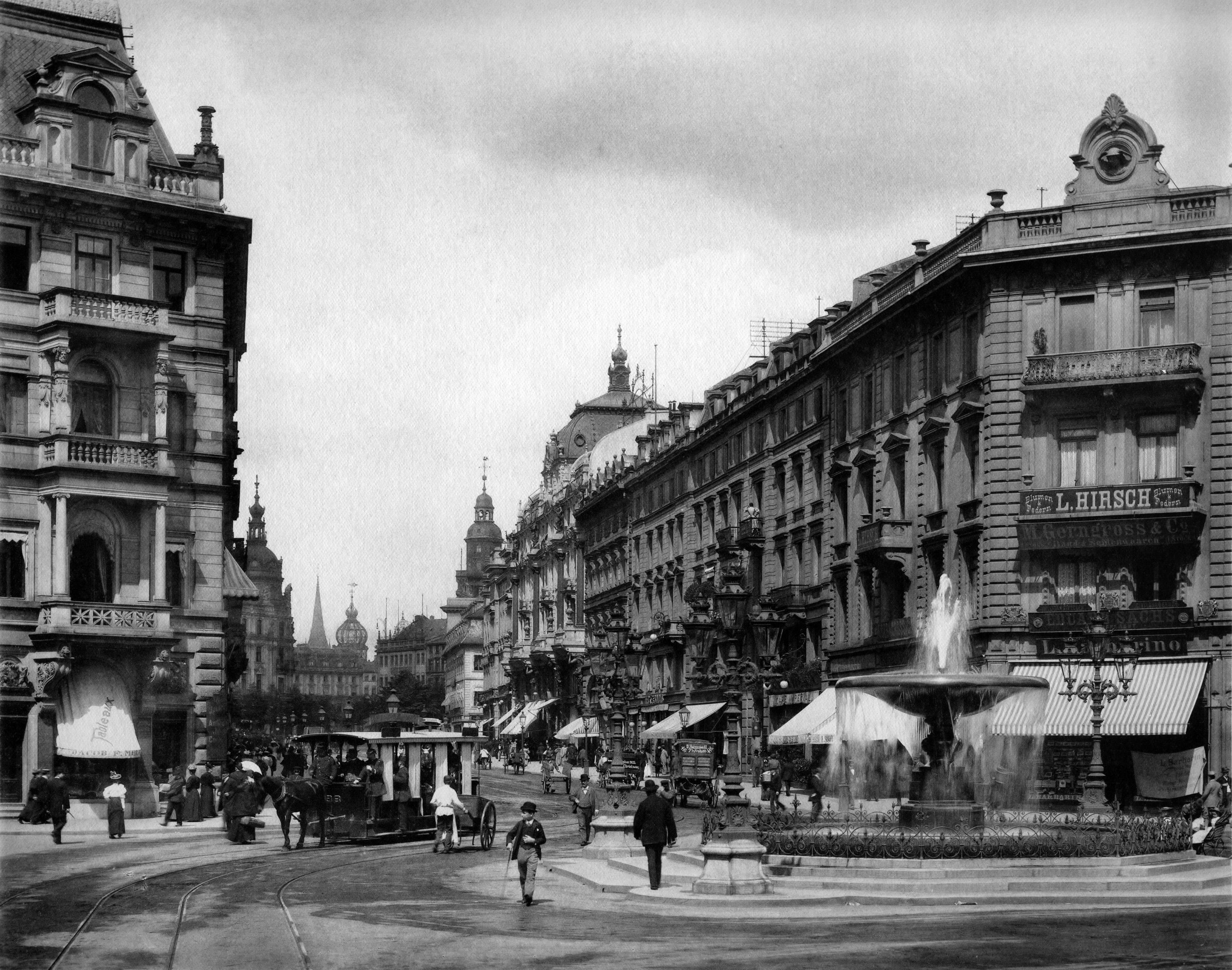
Blick vom Kaiserplatz in der Kaiserstraße Richtung Rossmarkt, 1898
(Fotografie von Max Junghändel)

Im dritten Viertel des 19. Jahrhunderts verlor der Straßenzug zunächst wieder an Bedeutung. Der Grund lag im Entstehen des Bahnhofsviertels vor den westlichen Toren der Stadt, von wo mittels zahlreichen Straßendurchbrüchen durch die bis dato mittelalterlichen westlichen Stadtteile eine durchgängige Anbindung der Zeil an den 1883–1888 erbauten Hauptbahnhof geschaffen worden war.

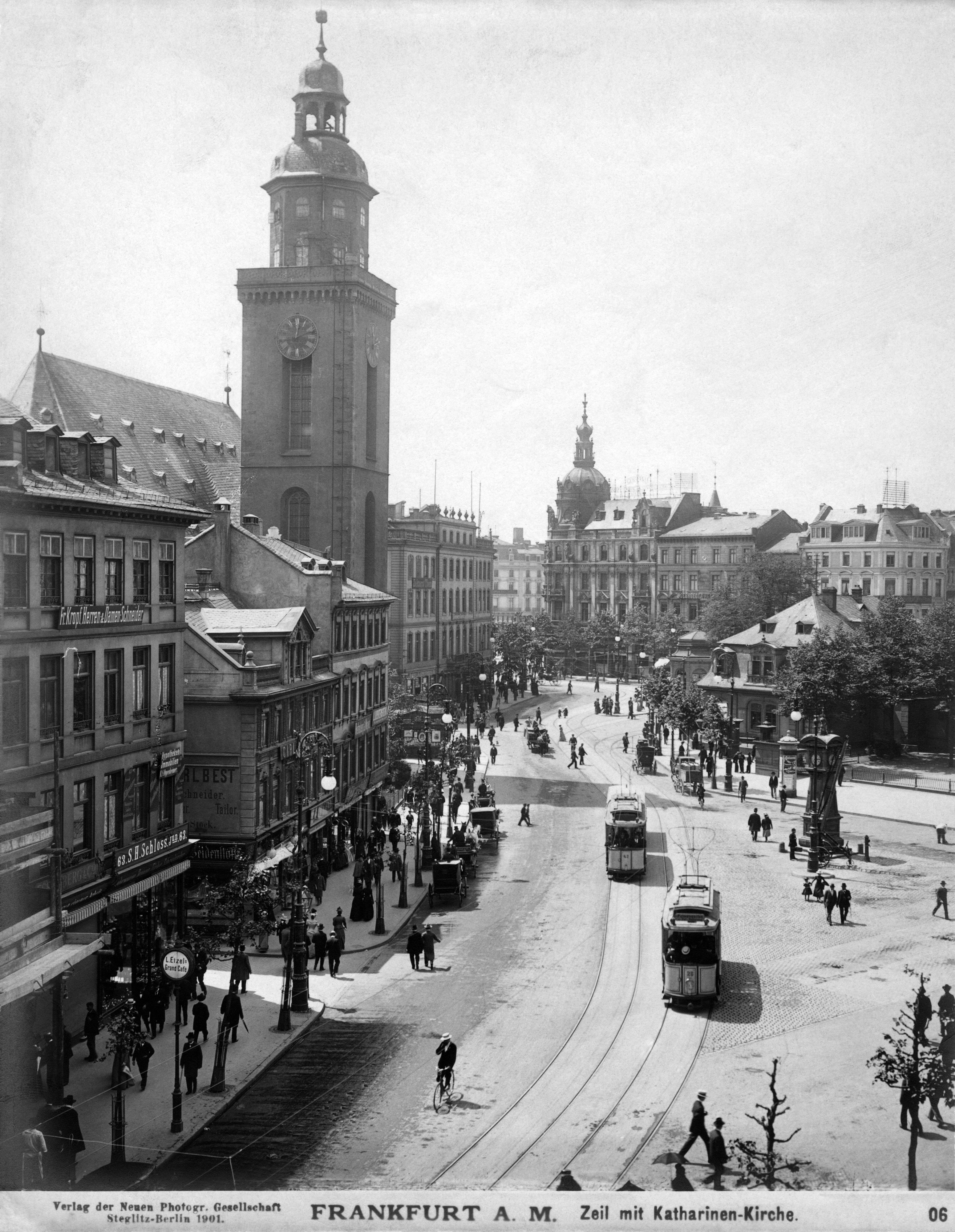
Blick vom westlichen Ende der Zeil Richtung Rossmarkt, links im Bild die noch alten Häuser Zeil 63–69 (später Zeilpalast bzw. Robinsohn), 1901
(Albuminabzug einer Fotografie)

Vor allem an der ab 1874 bebauten Kaiserstraße mit ihrer großzügigen und einheitlichen Architektur im prachtvollen, wilhelminisch-historistischen Stil, aber auch am nur wenig später begründeten Opernplatz siedelten sich schnell die besten Hotels und Geschäfte der Stadt an, so dass die Zeil mit ihrem damals klassizistisch-biederen und vielfach noch kleinbürgerlich wirkenden Bauten weder funktional noch ästhetisch Schritt halten konnte.
Nur langsam erfolgte eine stadtplanerische Kompensation. 1881 wurde die Zeil, die bis dahin nur von der ehemaligen Konstablerwache an der Kreuzung mit der Fahrgasse bis zur Hauptwache reichte, um einen halben Kilometer nach Osten bis an die Friedberger Anlage verlängert und somit die Idee einer den gesamten alten Stadtkern in Ost-West-Richtung durchquerenden Achse vollendet.
Die Neue Zeil war noch mehrere Jahrzehnte in ihren Hausnummern eigenständig, erst 1911 erfolgte die Fusion mit der bestehenden Zeil. Da die Straßen in Frankfurt in Flussrichtung des Mains, also von Ost nach West nummeriert werden, war es damit knapp über 60 Jahre nach Einführung der Hausnummern im Jahre 1847 schon wieder nötig, sämtliche Häuser an der Zeil mit neuen Nummern zu versehen – statt 74 waren es nun 131, eine Zahl, die trotz mancher Parzellenzusammenführung bis heute konstant geblieben ist.
Nach nur zögerlichen Bauprojekten in den letzten beiden Jahrzehnten des 19. Jahrhunderts kam es dann erst ab etwa 1895 zu einem nie dagewesenen Bauboom, der das Gesicht der Zeil bis zum Ersten Weltkrieg völlig veränderte. Große Geschäftshäuser, Kaufhäuser und Warenhäuser ersetzten die barocken und klassizistischen Stadtpaläste, und schon um 1900 waren nur noch weniger als 20 der die Zeil um 1850 prägenden Gebäude vorhanden.

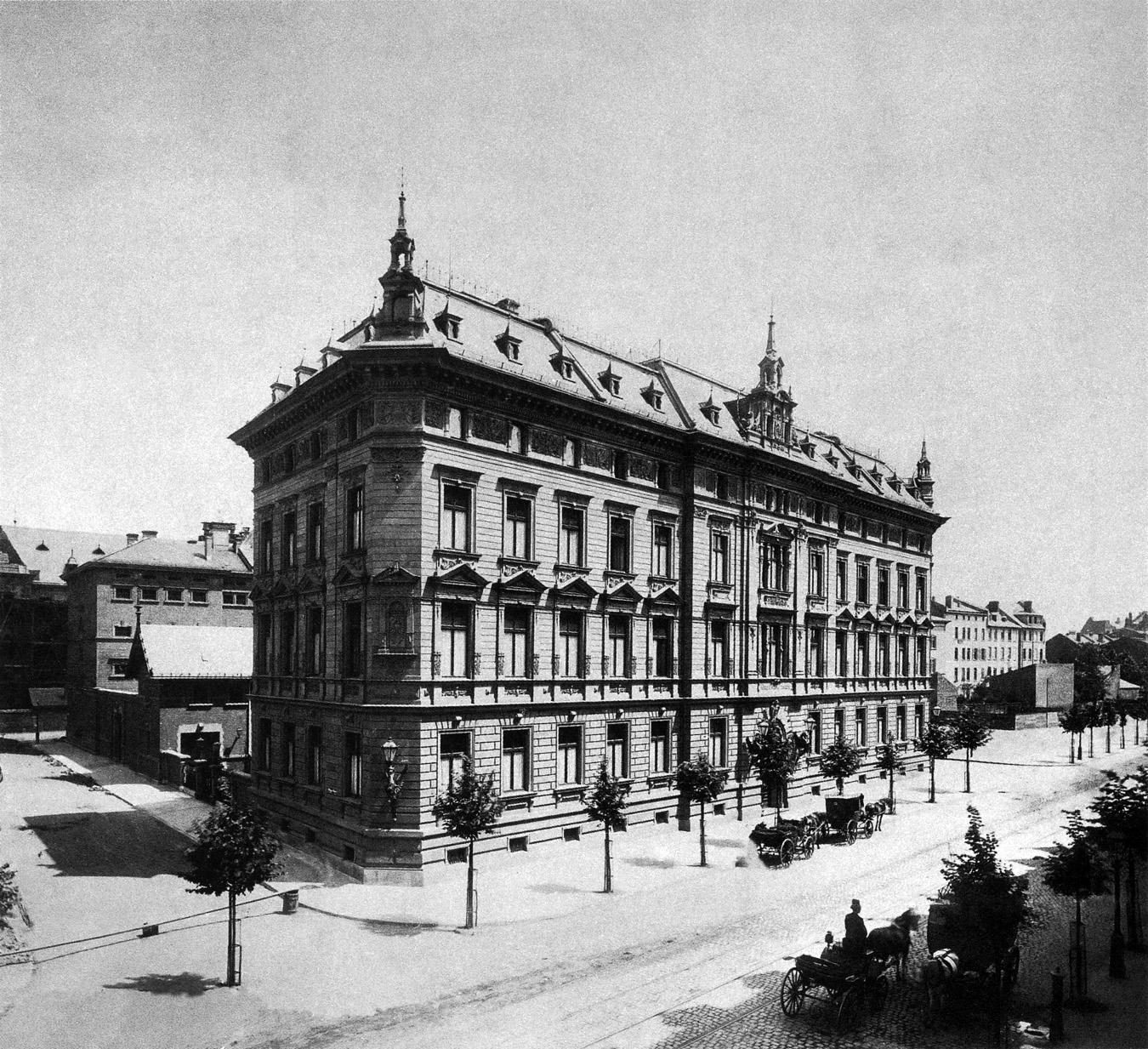
Polizeipräsidium an der Neuen Zeil / Ecke Klingerstraße, um 1888

Eines der frühesten Neubauprojekte dieser Periode war das 1882/1883 im damals noch üblichen Neorenaissancestil errichtete Haus Kaiser Karl an der Ecke von Zeil und Großer Eschenheimer Straße, also an der Stelle des heutigen Kaufhof. Am östlichen Ende der Zeil wurde das mittelalterliche Zeughaus, dessen angebautes, erst 70 Jahre altes Wachhäuschen bereits 1822 niedergelegt worden war, abgerissen, und durch einen ganzen Block von gründerzeitlichen Wohn- und Geschäftshäusern ersetzt. Im selben Zeitraum wurden auf dem ehemaligen Klapperfeld an der Neuen Zeil mit dem Polizeipräsidium sowie dem heute noch erhaltenen Justizpalast (heute vom Land- und Amtsgericht genutzt) zwei Großbauten errichtet, die noch lange Zeit wie Fremdkörper inmitten der Reste der gewachsenen Bebauung wirkten.

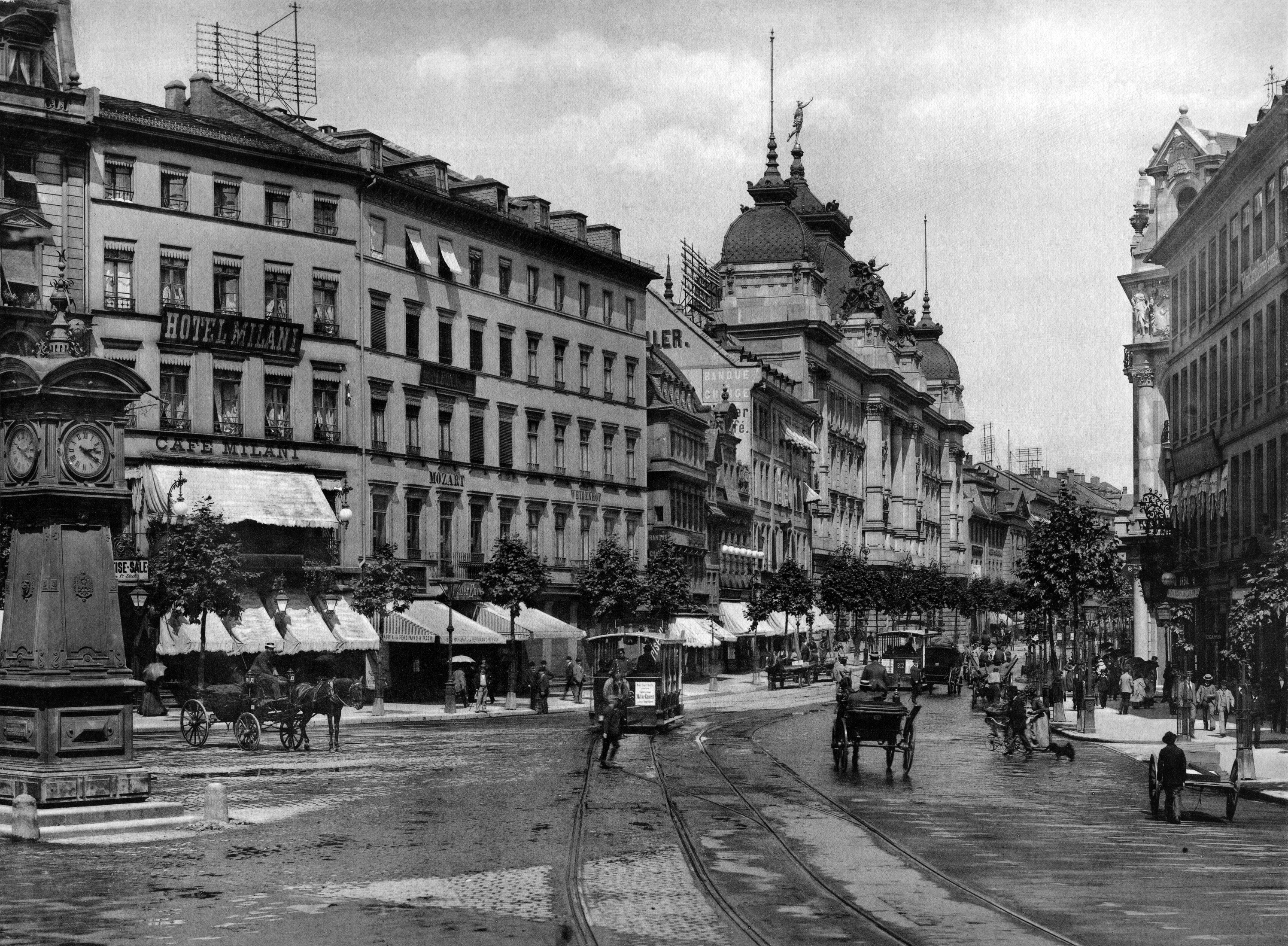
Zeil mit dem Neubau der Hauptpost, 1898
(Fotografie von Max Junghändel)

Zu den prächtigsten Bauwerken zählte der 1890–1891 errichtete riesige Bau der Frankfurter Hauptpost, für den wiederum das Rote Haus und der Russische Hof weichen mussten. Mit letzterem verlor die Stadt den bedeutendsten Profanbau des frühen Klassizismus, was schon Zeitgenossen teils heftig kritisierten. Der Neubau war von einer stadtbildprägenden Kuppel gekrönt, an beiden Enden der breiten Straßenfront befanden sich Ecktürme mit weiteren Kuppeln. Die posteigene Straßenbahnlinie fuhr durch einen großen Torbogen in den Innenhof, wo die von den Postbahnhöfen am Hauptbahnhof und Ostbahnhof angelieferten Briefe ausgeladen wurden.
Schon seit den 1880er Jahren waren die Gebrüder Hoff in dem spätklassizistischen Eckhaus zur Liebfrauenstraße erfolgreich im Seidenwarengeschäft tätig. Nach und nach erwarben sie die drei an der Zeil angrenzenden barocken Fachwerkhäuser und ließen 1893–1896 durch die Architekten Ritter und Martin auf den vier Parzellen einen monumentalen Neubau errichten. 1898–1899 entstand unter dem Architekten E. Greiß das Haus Minerva an der Stelle des Pasquay’schen Hauses sowie der beiden westlich angrenzenden, ebenso alten Fachwerkhäuser; auf der Parzelle steht heute die Zeilgalerie. Ebenfalls 1899 fiel der barocke Darmstädter Hof der Spitzhacke zum Opfer, um für einen unter Hessischer Hof firmierenden Geschäftsbau Platz zu machen.

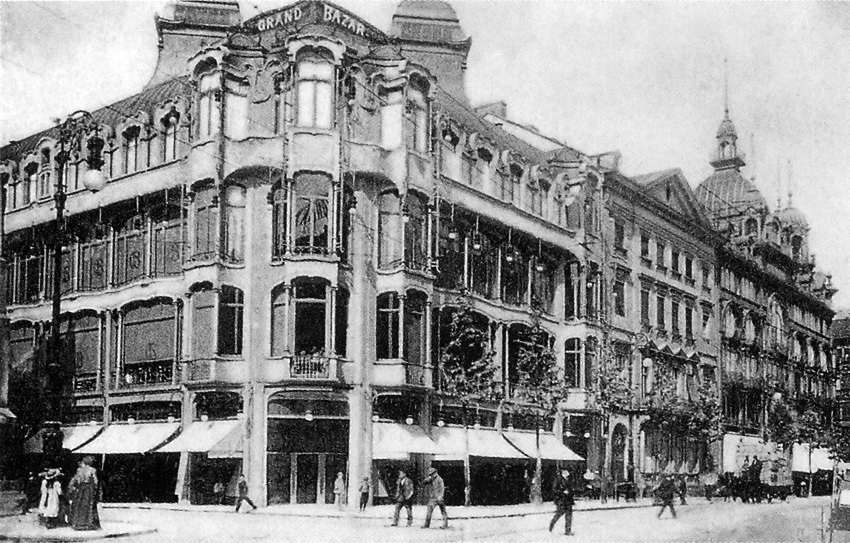
Grand Bazar, Palais Rothschild und Warenhaus Schmoller, um 1910
(Ansichtskarte)

Nachdem im Frühjahr 1900 der Römische Kaiser abgebrochen worden war, eröffnete noch im selben Jahr das Warenhaus Schmoller, sowie das von den Architekten Beck & Grünewald an der Stelle des gleichnamigen, klassizistisch veränderten Palais aus dem 18. Jahrhundert erbaute Geschäftshaus Böhler. 1903 verkaufte die Familie Mumm von Schwarzenstein ihr Palais an die belgische Societé anonyme du Grand Bazar de Francfort, dessen Abbruch noch im Dezember desselben Jahres begann. 1904 erwarb die Gesellschaft auch das Schmoller, bis 1905 war an der Stelle des ehemaligen Palais Mumm durch den bedeutenden belgischen Architekten Victor Horta der Grand Bazar fertig gestellt. Das nur aus Glas und Stahl erbaute Gebäude verfügte als einziges Geschäftshaus an der Zeil über eine ausgeprägte Jugendstilfassade.

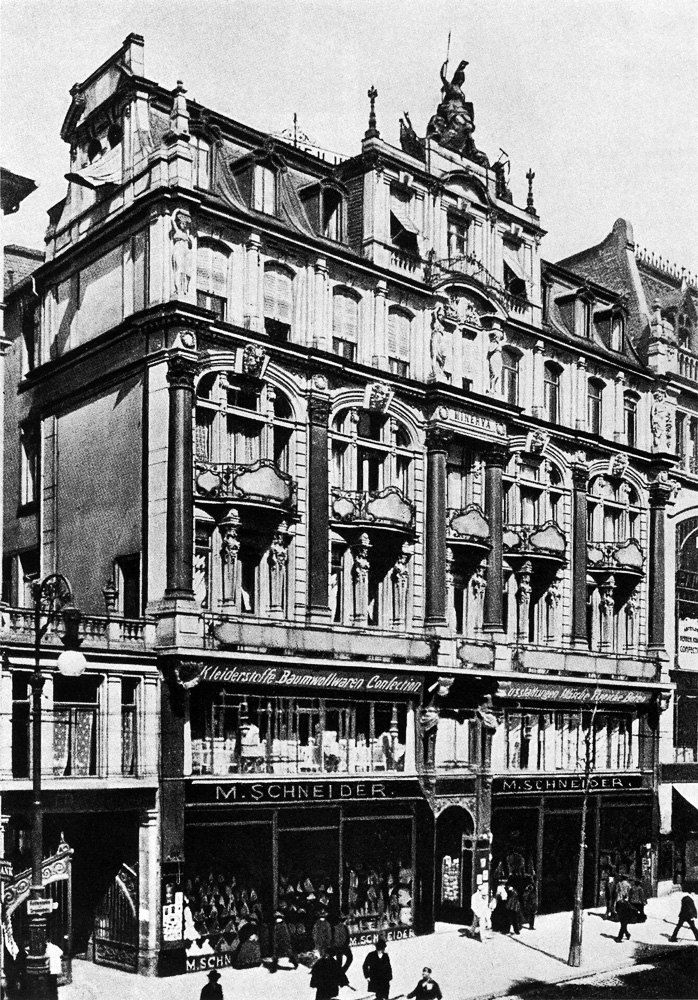
Haus Minerva am Weidengässchen, um 1905
(Ansichtskarte)

1902 entstand unter dem Architekten Otto Sturm die Buchhandlung Auffahrt an der Stelle des traditionsreichen Café Milani. Direkt östlich daneben errichteten 1904 die Architekten Josef Rindsfüßer und Martin Kühn an der Stelle des nicht weniger stadtbekannten Café Mozart das Geschäftshaus von Frank & Baer, das 1912 durch den östlich angrenzenden ehemaligen Weidenhof erweitert und in seiner Gesamtheit mit einer der Reformarchitektur jener Jahre verpflichteten Fassade versehen wurde. 1904–1905 verschwanden die beiden neben der Katharinenkirche stehenden Häuser, von denen eines noch aus dem 18. Jahrhundert stammte, zugunsten eines neobarocken Prachtbaus für das Modehaus Robinsohn, ausgeführt von dem Architekten Julius Lönholdt.
Das Kaufhaus Michael Schneider war bereits seit 1899 auf der Zeil zunächst im Haus Minerva ansässig und im selben Jahr in den Besitz des Geschäftsmanns Gottlob Beilharz übergegangen. 1906–1907 erhielt sein Unternehmen durch die Architekten Josef Rindsfüßer und Martin Kühn einen Erweiterungsbau an der Ecke zur 1898 verbreiterten Stiftstraße, der sich ab 1911 auch auf den benachbarten Hessischen Hof ausdehnte. Damit war in weniger als zehn Jahren die gesamte Zeilnordseite zwischen Großer Eschenheimer Straße und Schäfergasse vollständig durch Neubauten ersetzt worden.

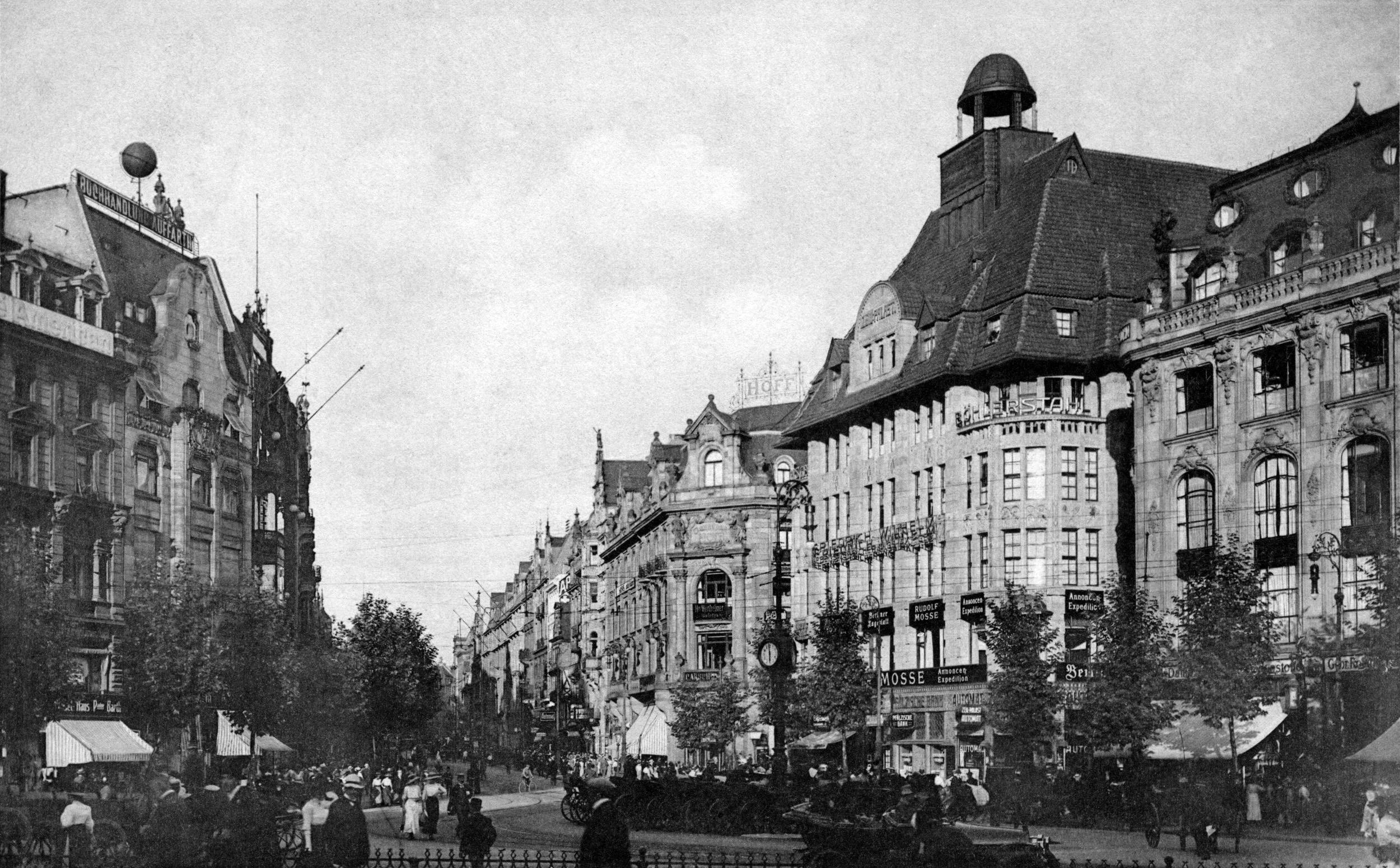
Zeil mit zahlreichen Neubauten (u. a. Robinsohn, Zeilpalast, Hoff und Auffahrt) nach Osten, 1910
(Ansichtskarte)

1908–1909 errichtete der Architekt Otto Engler aus Düsseldorf an der Südseite der Zeil mit dem Kaufhaus Wronker das größte Warenhaus der Stadt. Die 80 Meter breite Straßenfront nahm ein gutes Drittel des Häuserblocks zwischen Liebfrauenstraße und Hasengasse ein. Die damals in Frankfurt vielbeschäftigten Architekten Josef Rindsfüßer und Martin Kühn waren wiederum für den Zeilpalast verantwortlich, der neben dem Modehaus Robinsohn 1908–1910 an der Stelle zweier klassizistischer Häuser entstand und hier das westliche Entrée zur Liebfrauenstraße bildete.
1912 folgte noch das Kaufhaus Fuhrländer zwischen Schäfergasse und Großer Friedberger Straße. Die Marke war seit 1886 im Besitz des Geschäftsmanns Thomas Beckhardt, der in den Jahren 1909–1911 fünf ältere Häuser erworben hatte, die für den Neubau verschwanden. 1913 folgte noch ein östlich angrenzendes Gebäude für einen Anbau, wodurch die neoklassizistische Fassade eine leichte Asymmetrie aufwies. Mit Ausbruch des Ersten Weltkriegs 1914 fand nicht nur der Bauboom ein plötzliches und fast ein Jahrzehnt währendes Ende, sondern auch das Grand Bazar wurde aufgrund seines französischen Namens in Kaufhaus Hansa umbenannt.
Der binnen zwei Jahrzehnten erfolgte Wandel der Zeil wird am besten in Zahlen deutlich: die Wohnbevölkerung des Straßenzuges nahm zwischen 1895 und 1914 um 60 % ab, während sich die Zahl der Einzelhandelsgeschäfte im selben Zeitraum durch den Bau der großen Geschäftshäuser halbierte.

### Weimarer Republik und Nationalsozialismus
Die Zeit der Inflation in den Nachkriegsjahren und die Weltwirtschaftskrise ab 1929 gingen an der Zeil als Hauptgeschäftsstraße nicht spurlos vorüber. Es kam zu Geschäftsaufgaben und -übernahmen. Beispiele hierfür waren etwa die Gebrüder Hoff, deren Geschäftshaus an der Ecke zur Liebfrauenstraße 1925 von dem Herrenkonfektionär Carsch & Co. übernommen wurde. Wohl nach Vorstellungen des Neuen Bauens ließ die Firma Carsch die neobarocke Fassade aus den 1890er Jahren bis 1926 fast völlig entstucken und umgestalten, die nun wieder dem klassizistischen Vorgängerbau recht nahekam. Eine weitere Firma, die die Krise nicht überstand, war das Modehaus Robinsohn an der Katharinenkirche – das Gebäude wurde 1927 von der Nassauischen Landesbank bezogen.
Eines der wenigen Unternehmen, das schon seit der Jahrhundertwende und auch über den Krieg hinaus wuchs, war das Textil-Einzelhandelsgeschäft von Julius Obernzenner, das noch bis 1895 an der Fahrgasse ansässig war. Bis zu seinem Tod 1910 erwarb Obernzenner zahlreiche Bauten auf der Südseite der Zeil zwischen Reineckstraße und Hasengasse, die ihm nachfolgenden Geschäftsführer in den Kriegsjahren erwarben weitere, so dass in den 1920er Jahren die sechs Häuser Zeil 71–81 (an der heutigen Stelle von Peek & Cloppenburg) unter einer einheitlichen Fassade zusammengefasst werden konnten.
Auch das 1897 gegründete und bis heute existente Uhren- und Schmuck-Fachgeschäft Fr. Pletzsch & Sohn lag zunächst an der Fahrgasse, bereits 1914 hatten die Inhaber mit dem westlichen Eckhaus Zeil/Hasengasse eines der letzten barocken Fachwerkhäuser des Straßenzugs erworben. Wegen des Ersten Weltkriegs und der wirtschaftlichen Schwierigkeiten der frühen 1920er Jahre wurde es erst 1927–1928 durch ein in Stahlbetonbauweise errichtetes Gebäude ersetzt, das in dieser Straße der erste Neubau in reinen Formen der klassischen Moderne war.
1928 kam es mit dem Warenhaus der Leonhard Tietz AG zu einem weiteren bedeutenden Neubau, der mit seiner markanten, um die Ecke am westlichen Ende der Zeil geführten Art-déco-Fassade an die Stelle der erst wenige Jahrzehnte alten Geschäftshäuser Auffahrt sowie Frank & Baer trat. 1929 erfolgte durch den aus der Schweiz stammenden Berliner Architekten Sepp Kaiser noch ein neusachlicher Neubau für das Textilkaufhaus C. & A. Brenninkmeyer im Bereich der Neuen Zeil zwischen Porzellanhof- und Goldstelzenstraße. 1936 richtete sich das Textilkaufhaus Peek & Cloppenburg in den Häusern Böhler und Minerva neben der Hauptpost ein. Die letzte große Baumaßnahme vor dem Zweiten Weltkrieg war in den Jahren 1937 und 1938 der Abriss des ehemaligen Grand Bazars an der Ecke zur Brönnerstraße, wo anschließend ein schmuckloser Neubau für das Kaufhaus Woolworth entstand.
Viele Warenhausbesitzer waren Juden; deshalb blieben einige der größten Häuser samstags (Sabbat) geschlossen, während die von Christen und anderen geführten Ladengeschäfte öffneten. Die jüdischen Besitzer wurden in der Zeit des Nationalsozialismus enteignet, Günstlinge des Systems konnten die Unternehmen zu unrealistisch niedrigen Preisen erwerben. Bekannt ist in diesem Zusammenhang der Fall der Kaufmannsfamilien Tietz, aus deren Warenhäusern durch die sogenannte „Arisierung“ die Konzerne Hertie und Kaufhof hervorgingen. Bereits 1934 war der Textilwarenhandel von Julius Oberzenner in Krämer & Heinrich, der Wronker-Konzern in DEFAKA (Deutsches Familienkaufhaus) umfirmiert worden. 1935 übernahm Peek & Cloppenburg die Unternehmen Bamberger & Hertz sowie Julius Braunenthal in den arisierten Häusern Böhler und Minerva. Weitere Betroffene waren 1936 Carsch, aus denen Ott & Heinemann hervorging, und noch 1938 Fuhrländer, die in Goede umbenannt wurden. Während der Familie Beckhardt, den Inhabern des Fuhrländer, noch die Flucht aus Deutschland gelang, starb Hermann Wronker 1942 im Konzentrationslager.
In den Luftangriffen des 22. März 1944 wurden die Gebäude auf der Zeil und ihre Umgebung fast vollständig zerstört. Die zahlreichen Neubauten der Jahrhundertwende brannten größtenteils aus und wurden zusätzlich durch Sprengbomben teils schwer beschädigt. Schlimmer erging es den wenigen, ganz in Fachwerkbauweise errichteten Resten der Architektur früherer Jahrhunderte, die im Feuersturm restlos untergingen. Neben den bereits genannten Palazzi aus dem 18. Jahrhundert gab es vor allem zwischen Hasen- und Fahrgasse noch einige ältere Bauten, z. B. das stadtbekannte Haus Türkenschuss an der östlichen Ecke von Zeil und Hasengasse.

### Wiederaufbau und Nachkriegszeit
Nach Kriegsende bot sich an der Zeil ein Bild der Verwüstung, die dennoch nicht so total war wie im inneren Altstadtkern. Die einzigen nahezu unversehrten Geschäftshäuser waren der moderne Pletzsch- sowie der ebenfalls als reine Stahlbetonkonstruktion konzipierte Woolworth-Bau. Zahlreiche Aufnahmen aus den 1940er Jahren, vor allem von Fred Kochmann aus dem Oktober 1946, aber auch noch vom Anfang der 1950er Jahre zeigen, dass man sich vielfach provisorisch in Gebäuden einrichtete, die „nur“ ausgebrannt waren.

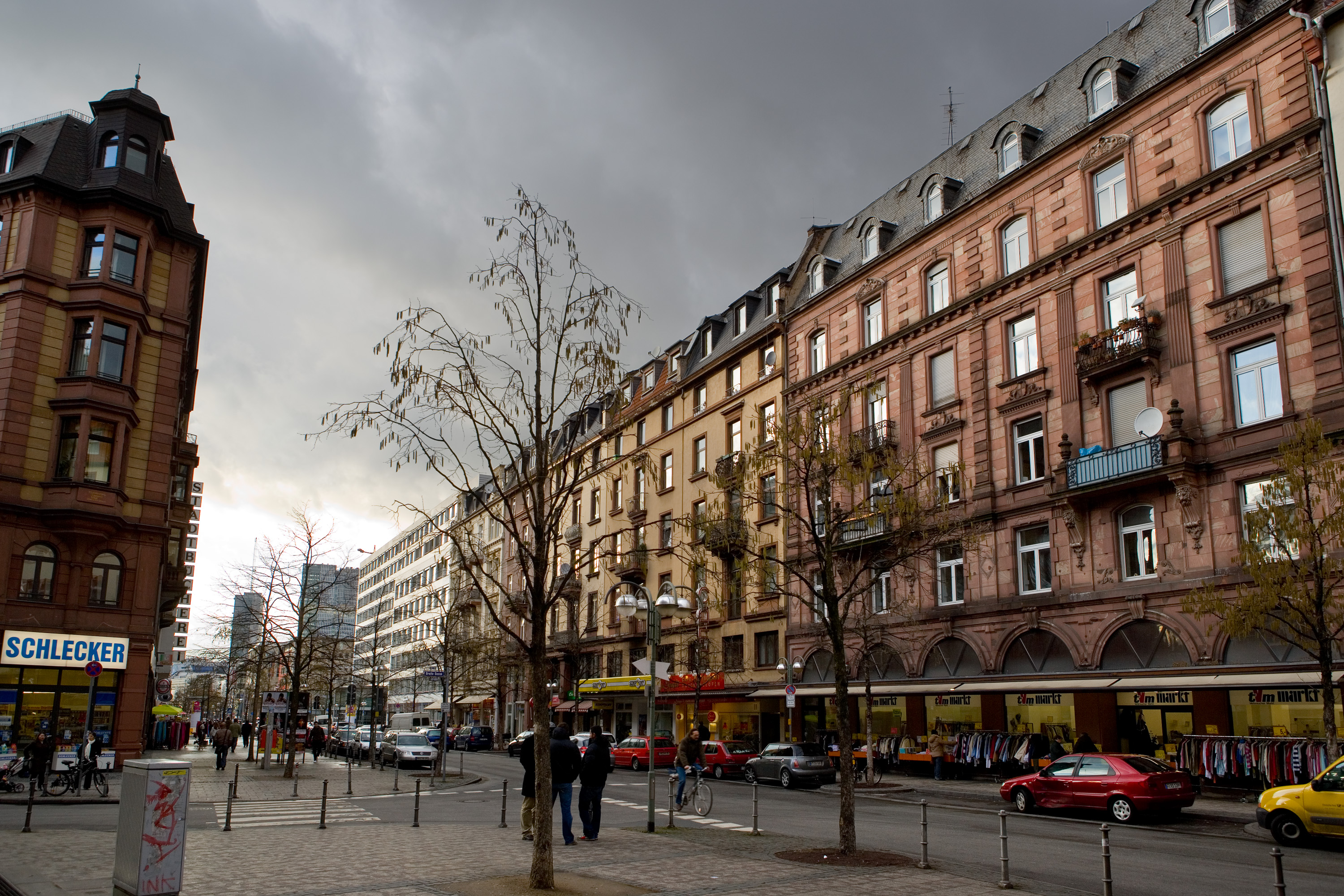
Neue Zeil mit gründerzeitlichen Wohnhäusern, 2009

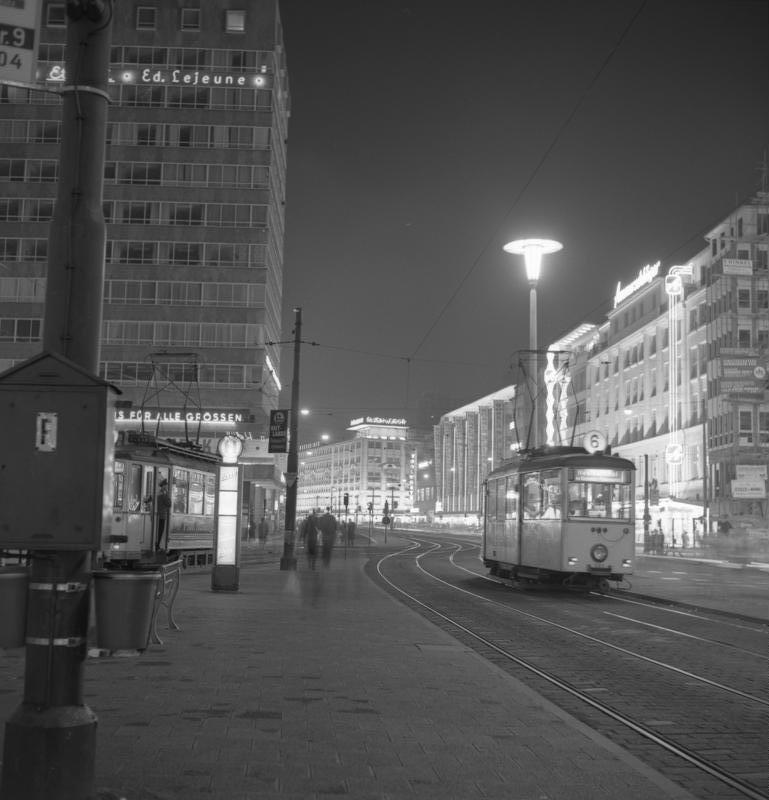
Zeil mit Blick von der Konstablerwache nach Westen, 1960

So geschah es etwa bei der Nassauischen Landesbank neben der Katharinenkirche, dem anschließenden Zeilpalast sowie Ott & Heinemann an der Ecke zur Liebfrauenstraße – die teils aufwändig dekorierten Fassaden waren hier völlig intakt. Im weiteren Verlauf der Südseite bot sich dagegen bis hin zum nur im Dachbereich beschädigten Neubau von Oberzenner der Anblick fast totaler Zerstörung. Auf der Nordseite ebenfalls nur gering beschädigt und zunächst übergangsmäßig genutzt waren die Häuser Minerva und Böhler, das Kaufhaus Michael Schneider, das Kaufhaus Fuhrländer sowie der Bau von Brenninkmeyer im Bereich der Neuen Zeil. Während hier die Südseite ebenfalls fast völlig zerstört war, hat sich an der Nordseite eine größere Anzahl gründerzeitlicher Wohnbauten bis in die Gegenwart erhalten.
In einem ahistorischen Bestreben, vergleichbar mit der neugotischen Idee von der Freistellung der Kirchen im 19. Jahrhundert, stellte man den Chor der Katharinenkirche frei, obwohl dieser seit der Erbauung der Kirche im späten 17. Jahrhundert immer von profaner Bebauung umgeben und auch entsprechend ungestaltet war. Daher tauschte die aus der Nassauischen Landesbank hervorgegangene Nassauische Sparkasse ihre Parzelle gegen das dahinter liegende Grundstück des ehemaligen städtischen Pfandhauses ein und ließ hier 1953–1954 einen ebenfalls bis heute erhaltenen Neubau in nüchternen Formen errichten.
Auch der übrige Wiederaufbau verlief reichlich pragmatisch und in äußerst schlichter Formensprache. Bis auf die neoklassizistische Fassade des Kaufhauses Fuhrländer von 1912 – allerdings durch einen Glasvorhang in ihrer Wirkung erheblich gemindert – sowie die Rückfassade des Kaufhauses Wronker am Holzgraben sind bis in die Gegenwart alle der zuvor genannten, vielfach wiederaufbaufähigen Vorkriegsgebäude dabei sofort oder im Verlauf von Jahrzehnten durch einfache Neubauten ersetzt worden, die bis heute das Bild der Zeil prägen. Vielfach wurden hierbei kleinere Parzellen zusammengezogen, was zahlreiche Großbauten vom Ausmaß ganzer früherer Stadtblöcke nach sich zog.
1950 kam die Idee einer Verbreiterung der Zeil auf, weswegen die Stadt im selben Jahr einen Baustopp für alle Projekte auf der Zeilsüdseite verhängte. Die sich über fünf Jahre ziehende Debatte hemmte den Wiederaufbau erheblich. 1955 beschloss man endlich einen neuen Fluchtlinienplan, nach dem die Straßenflucht bis hin zur Liebfrauenstraße um bis zu acht Meter zurückgenommen wurde. Sämtliche an der Südseite noch stehenden Gebäude bis hin zur Liebfrauenstraße, darunter auch der völlig unbeschädigte Pletzsch-Bau, mussten weichen. Vor allem im besonders stark zerstörten Bereich östlich der Hasengasse kam es in der Folge zu einer radikalen städtebaulichen Neuordnung.
Der Baugraben, einst nördliche Parallelstraße der Reineckstraße an der hier vor dem Krieg befindlichen Kleinmarkthalle wurde aufgegeben und die neue Flucht der Zeil um den hierdurch gewonnenen Raum nach Süden gezogen. Im Osten entstand mit der Konstablerwache ein historisch so nie dagewesener, riesiger freier Platz anstelle zahlloser Parzellen der vor dem Krieg hier beginnenden Börne- und Allerheiligenstraße. Der im Luftbild deutlich sichtbare „Stumpf“ des heute An der Staufenmauer benannten Restes der Börnestraße lässt ihren früheren Verlauf noch heute erkennen. Östlich davon schnitt man die Kurt-Schumacher-Straße als Nord-Süd-Achse einer „autogerechten Stadt“ durch die alte Parzellierung.
Das an der Konstablerwache 1953–1954 errichtete Bienenkorbhaus, das als eines der ersten Hochhäuser in Frankfurt einen markanten Abschluss der „alten“, westlichen Zeil bildete, war somit noch vor Verabschiedung des neuen Fluchtlinienplans an der Südseite entstanden. Dies erklärt, warum es heute sichtbar aus der jetzigen Straßenflucht vorspringt. Ott & Heinemann, die bereits im Mai 1945 an der Ecke zur Liebfrauenstraße zwischen den Resten eines zu 80 Prozent zerstörten Hauses als erstes Geschäft wiedereröffneten, kamen mit ihrem an alter Stelle Anfang 1950 begonnenen Neubau ebenfalls in Konflikt mit den Stadtplanern.
Der Entwurf des fünfstöckigen Kaufhauses basierte auf den ursprünglichen, schmalen Straßenfluchten der Zeil im Vorkriegszustand. Aufgrund des Baustopps durfte daher zunächst nur im rückwärtigen Bereich mit dem Bau begonnen werden. 1955 kam es dann zeitgleich mit dem neuen Fluchtlinienplan auch in den rechtlichen Streitigkeiten zu einer Einigung: das Erdgeschoss wurde auf die neue Straßenflucht zurückgesetzt und die darüberliegenden Stockwerke auf Arkaden am Fahrbahnrand gesetzt, womit sich die ursprünglich geplante Verkaufsfläche nur geringfügig reduzierte. Nachdem der Bau im Mai 1955 wieder aufgenommen werden konnte, wurde das Kaufhaus 1956 fertiggestellt. Der Mitinhaber Erich Heinemann hatte auf dem Dach seines Bekleidungsgeschäfts einen Taubenschlag mit einigen hundert Brieftauben. Im August 1970 wurde das Geschäft von der Firma Dyckhoff übernommen. Der Legende nach erhielt die Kölner Bekleidungskette den Zuschlag, weil sie Heinemann zusagte, die Ausübung seines Hobbys weiterhin zu dulden.

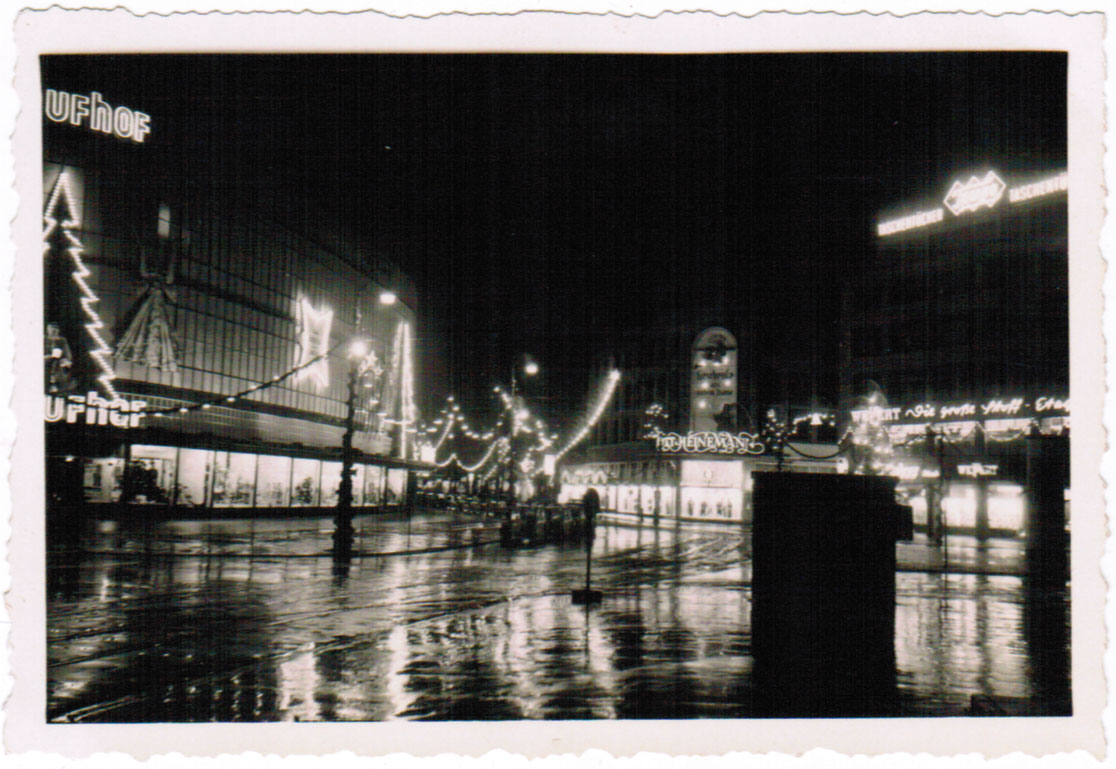
Blick in die Zeil von der Hauptwache aus an Weihnachten 1952. Links vorne der Kaufhof.

Auch die übrigen prominenten Grundstücke der Zeil waren sehr schnell wieder mit provisorischen Kaufhäusern bebaut. Das Warenhaus Kaufhof an der Ecke Zeil und Große Eschenheimer Straße eröffnete noch im gleichen Jahr im wiederhergerichteten Erdgeschoss einer Kaufhausruine. 1950 wurde ein zweigeschossiger Neubau eröffnet, 1954 wurde es auf fünf Geschosse aufgestockt, 1968 besaß das Warenhaus schon sieben Verkaufsetagen einschließlich des sich weit unter den Platz vorstreckenden Untergeschosses, das direkt in den unterirdischen Schnellbahnknoten an der Hauptwache übergeht. Im Kern hat sich an dem Gebäude seitdem wenig verändert, Umbauten Ende der 1980er Jahre sowie 2008 waren reine Fassadenerneuerungen.

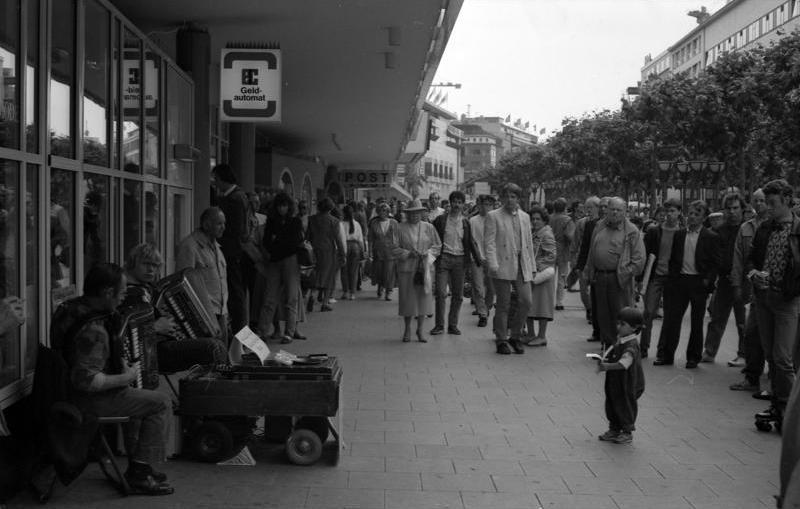
Zeil vor dem neuen Hauptpostamt, 1988

Nach knapp fünfjähriger Bauzeit konnte 1956 das Fernmeldezentrum der Deutschen Bundespost fertiggestellt werden, dessen Gesicht zur Zeil das neue Hauptpostamt bildete. Es ersetzte den 1891 errichteten Gründerzeitbau in deutlich nüchternerer Form. Dahinter erhob sich der mit Antennen bestückte Westturm – mit 70 Metern zur damaligen Zeit eines der höchsten Gebäude in Frankfurt.
Von den von Peek & Cloppenburg genutzten Häuser Minerva und Böhler wurden alsbald die beschädigten Dachgeschosse abgetragen und die Fassaden vereinheitlicht. Nach mehrfachen Umbauten und Aufstockungen wichen die im Kern immer noch alten Gebäude erst 1990 der 1991–1992 von Jürgen Schneider im Stil der Postmoderne erbauten Zeilgalerie. Peek & Cloppenburg zogen nach dessen aufwändigen postmodernen Umbau 1985–1988 in das ehemalige Karstadtgebäude neben dem Bienenkorbhochhaus um. Dieses hatte Karstadt erst 1978 von Neckermann übernommen.
Am 2. April 1968 wurden der Kaufhof und das Kaufhaus Michael Schneider Ziel von politisch motivierten Brandanschlägen durch die späteren Begründer der Rote Armee Fraktion – Andreas Baader und Gudrun Ensslin. Dabei entstand in beiden Häusern ein Schaden von 673.204 DM, (heutiger Geldwert 1.529.040 Euro). Da die Brandsätze um Mitternacht zündeten, kamen keine Menschen zu Schaden.

### Die Zeil im 21. Jahrhundert

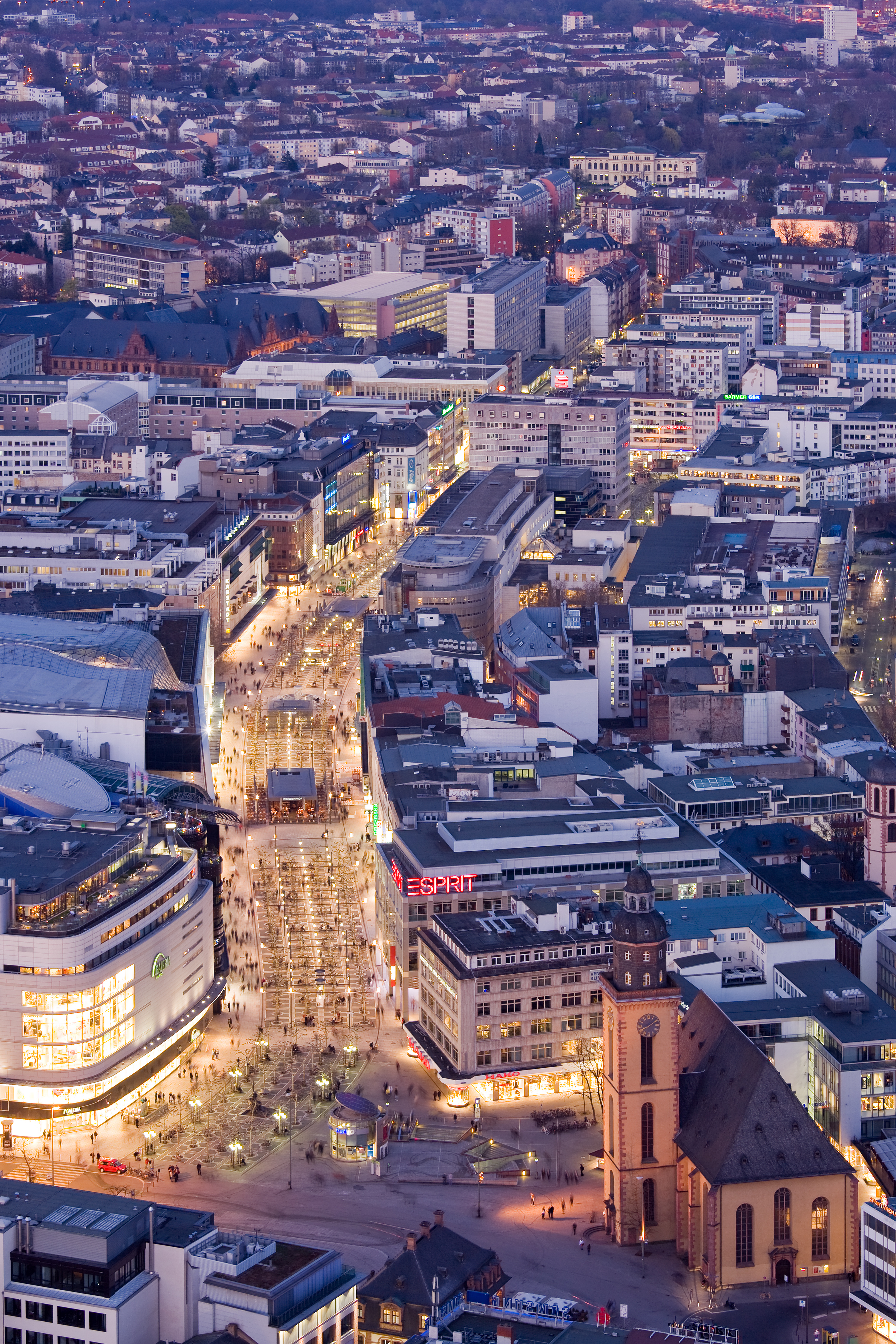
Die Zeil am frühen Abend, März 2011

Als Initialzündung für eine tiefgreifende Neugestaltung des Straßenzuges kann das PalaisQuartier gesehen werden. Auf dem ausgedehnten Areal zwischen dem Fernmeldehochhaus an der Großen Eschenheimer Straße und dem Hauptpostamt aus den 1950er Jahren auf der Zeil entstanden nach deren Abriss 2004 zahlreiche neue Gebäude, die im Verlaufe des Jahres 2009 eröffneten. Mit der Einweihung des MyZeil im Februar 2009 ist das ehemalige Postareal nun erstmals seit dem Ende des Gasthausbetriebes im Roten Haus – also seit 1831 – wieder mit einem öffentlich zugänglichen Gebäude bebaut.
Am 29. April 2009 wurde bekannt, dass das Hochhaus-Hotel des PalaisQuartier als Fünf-Sterne-Haus von der in Dubai ansässigen Luxushotelgruppe Jumeirah betrieben werden wird. Im Zusammenhang mit der aufwändigen Architektur des Einkaufszentrums und den hier ansässigen gehobenen Geschäften ist nun zusätzlich mit gehobener Klientel in Bezug auf den Hotelbetrieb zu rechnen.

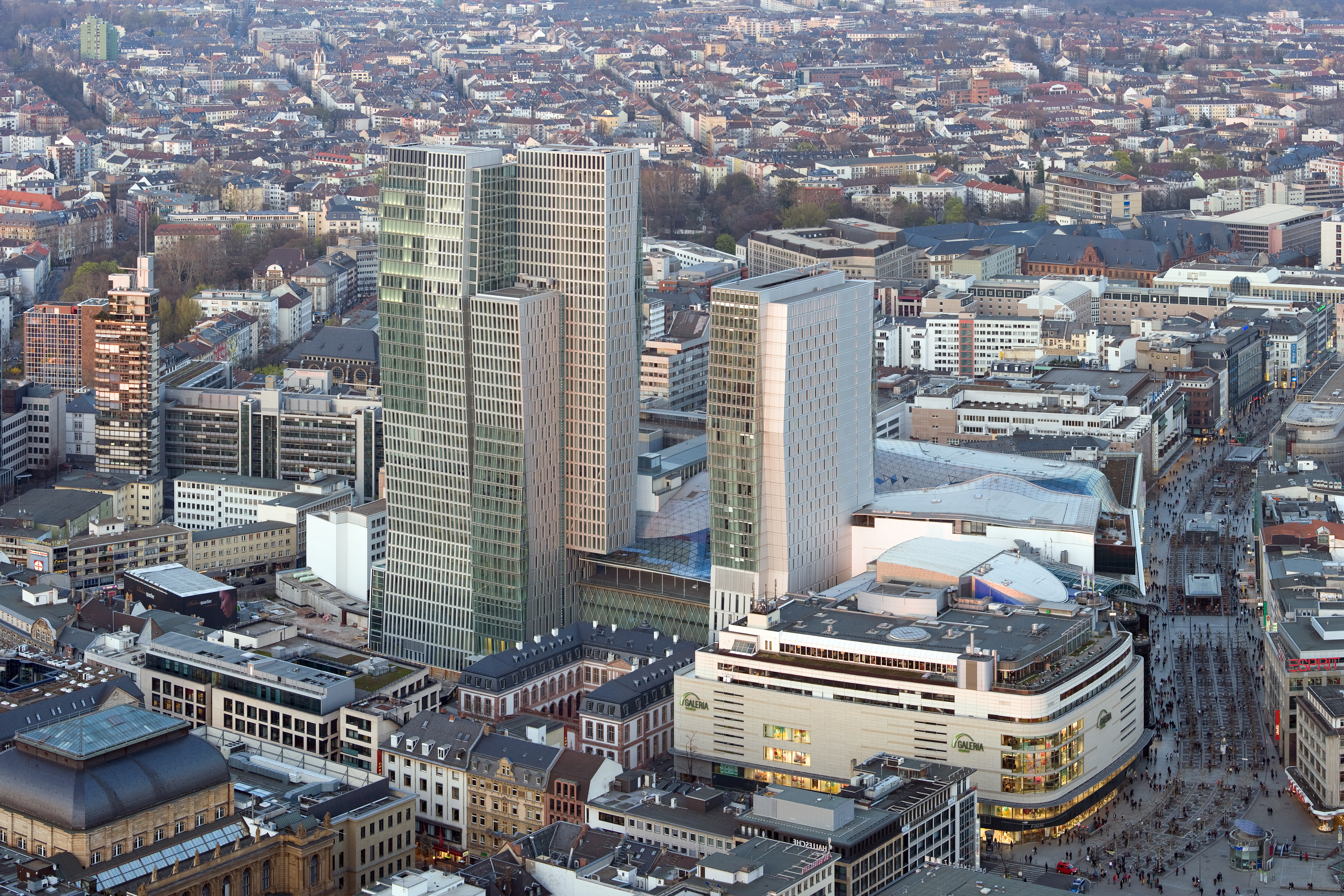
Das PalaisQuartier vom Maintower, März 2011

Im Zusammenhang mit dem optischen Zustand des Straßenzuges, der immer noch von der schlichten Wiederaufbauzeit geprägt ist, wird nun eine Art Domino-Effekt erwartet. Im März 2009 wurde bekannt, dass die Fassade der Zeilgalerie für acht bis zehn Millionen Euro komplett erneuert werden soll. Wie die damalige Oberbürgermeisterin Petra Roth bei der Eröffnung des Einkaufszentrums My Zeil bekanntgab, lagen schon weitere Anträge auf Fassadenerneuerungen bei der Stadt vor, die sich teilweise bereits in der Bauausführung befanden (Zeil 109).
Auch die Straße als solche wurde vollständig überarbeitet: auf Beschluss der Stadtverordnetenversammlung sind die vier fest installierten, an Gastronomiebetriebe verpachteten Buden, die sich in einem baufälligen und optisch wenig ansprechenden Zustand befanden, verschwunden, ebenso der von FES und Ordnungsamt unterhaltene Kubus an der Einmündung zur Stiftstraße. Sie wurden durch zwei querstehende größere und einen kleineren Pavillon ersetzt. Die vier Baumreihen blieben bestehen und wurden lediglich an verschiedenen Stellen unterbrochen bzw. für Plätze gelichtet. Darüber hinaus erhielt die Straße einen neuen Bodenbelag aus wesentlich helleren und rutschfesteren Betonsteinen. Die Umgestaltung der Zeil sollte zeitgleich mit der Fertigstellung von Palaisquartier im Frühjahr 2009 abgeschlossen werden, verzögerte sich aber u. a. wegen des ungewöhnlich kalten Winters und eines vermeintlichen Zahlungsverzuges der Stadt erheblich und konnte erst Ende Oktober 2010 offiziell eingeweiht werden.

## Straßenbild, Gebäude, Skulpturen und Geschäfte

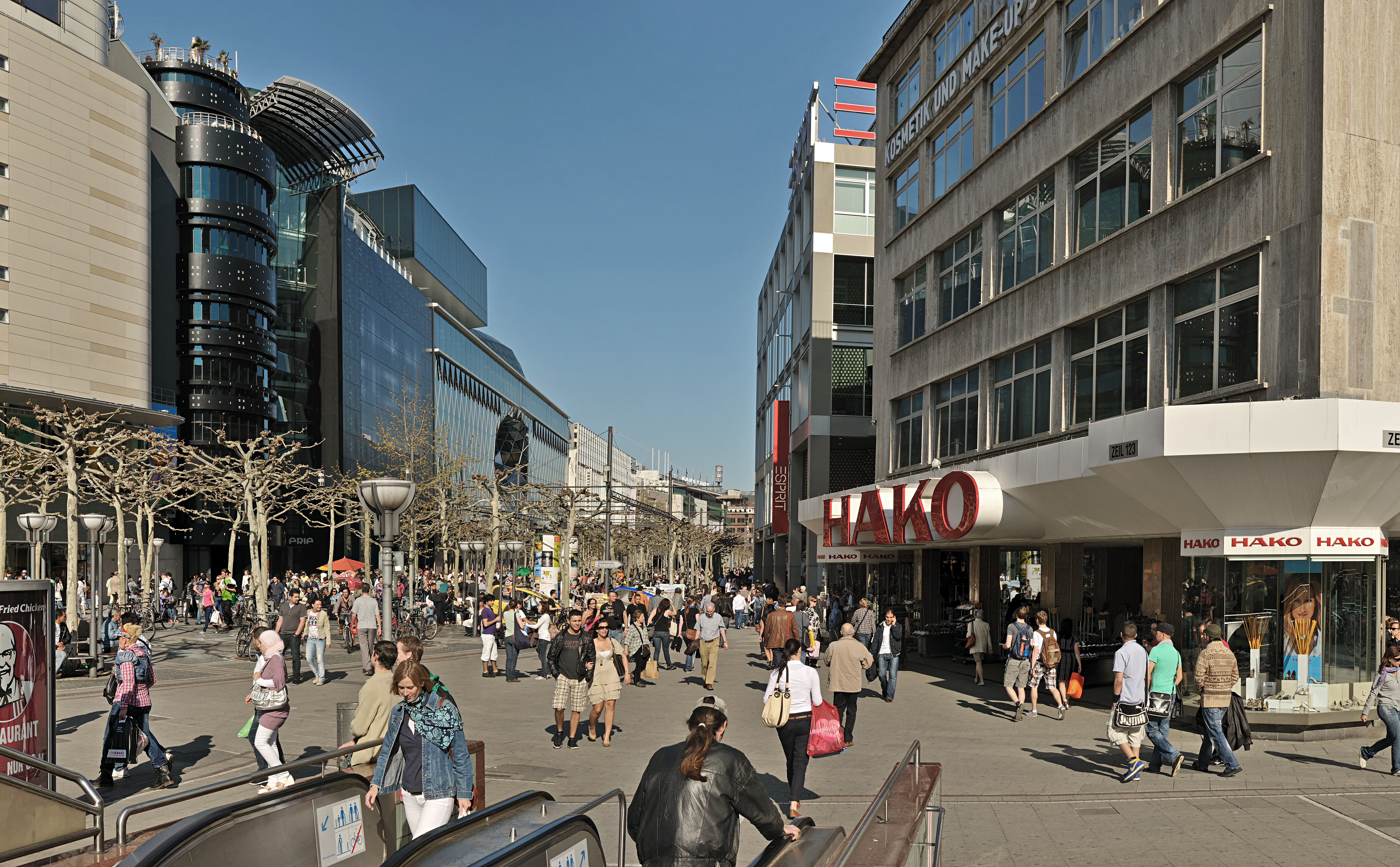
Blick in die Zeil aus Richtung der Hauptwache

Die größten Warenhäuser der Zeil liegen an den beiden wichtigen Plätzen Hauptwache und Konstablerwache und verfügen über Direktzugänge zu den Schnellbahnknoten. Dazwischen liegen weitere wichtige Kaufhäuser, Boutiquen und Elektronikgeschäfte. 1992 und 2009 entstanden zwei Einkaufszentren, ersteres wurde 2016 wieder abgerissen.
Gastronomisch ist die Zeil durch Schnellrestaurants geprägt. Neben zwei McDonald’s-Filialen und Nordsee-Restaurants finden sich in der Mitte der Straße zwischen den Bäumen zahlreiche Buden für Pommes frites, Döner und Ähnliches.
Die Neue Zeil östlich der Konstablerwache konnte sich bis heute nicht als Einkaufsstraße etablieren. Dafür gibt es dort einige wichtige Institutionen. Das 1. Revier der Frankfurter Polizei an der Zeil 33 ist zuständig für die komplette Innenstadt. Daneben lag bis zum Herbst 2007 die Zentrale der Frankfurter Stadtbücherei. Das Gebäude Zeil 42 ist Sitz des Oberlandesgerichtes Frankfurt am Main. Weiter östlich liegt das zentrale Bürgeramt für Migration, Statistik und Wahlen.
Im Folgenden werden einige wichtige Gebäude erläutert.

### Kaufhalle Konstablerwache

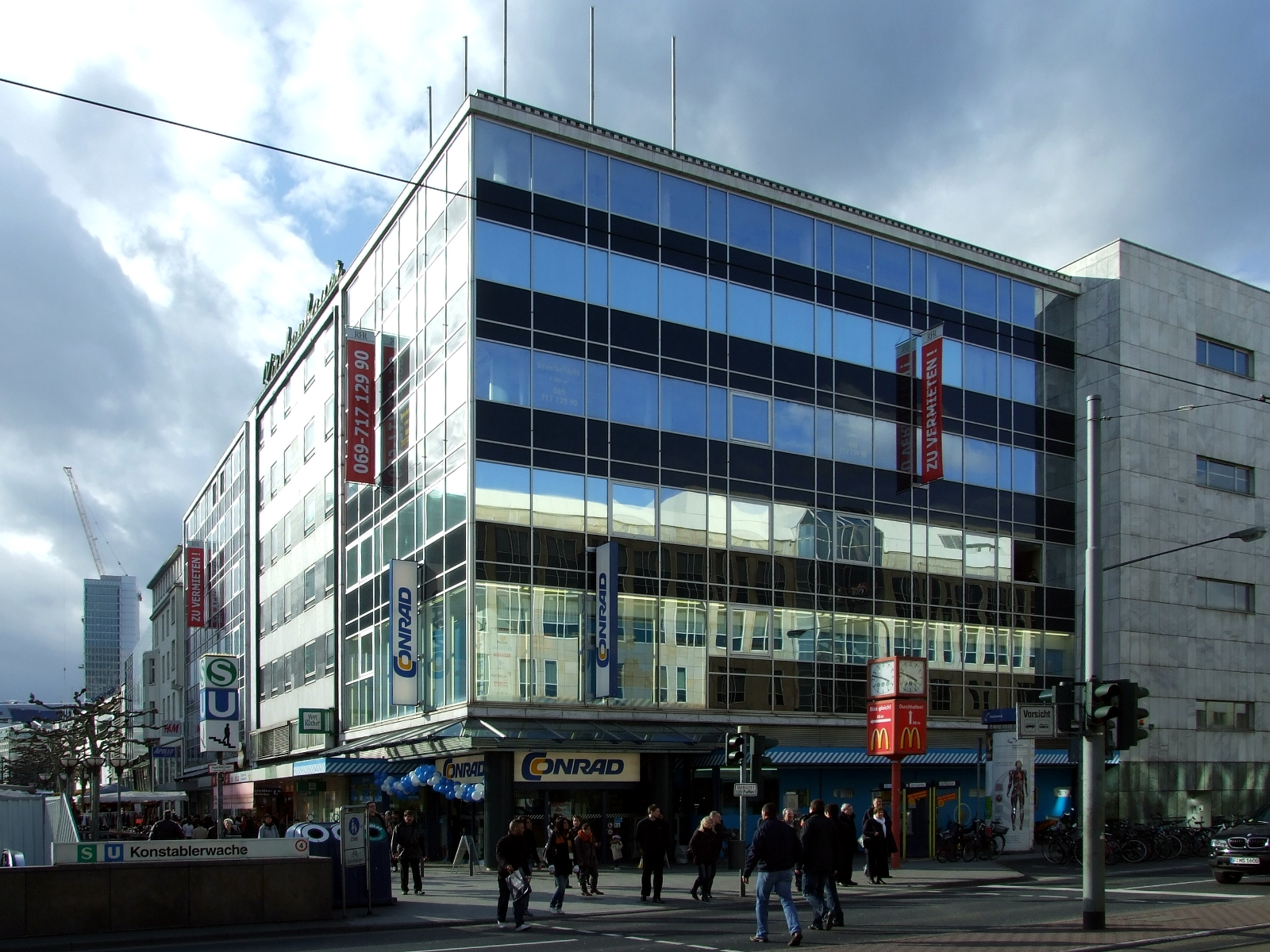
Ehemalige Kaufhalle, März 2009

Die Kaufhalle GmbH eröffnete am 28. November 1963 an der Konstablerwache auf der nordwestlichen Ecke von Zeil und Kurt-Schuhmacher-Straße ein Niedrigpreis-Warenhaus. Das sechsstöckige Gebäude entstand auf zwei nicht benachbarten Grundstücken der Zeil sowie Grundstücken der rückwärtigen Gelbhirschstraße und trägt deshalb die Hausnummern 58 und 64. Da sich der Konzern nicht mit den Eigentümern eines alten Doppelhauses auf dem Grundstück 60–62 einigen konnte, wurde das Warenhaus um dieses Gebäude herum gebaut und präsentiert sich zum Platz Konstablerwache hin wie scheinbar zwei Gebäude mit der gleichen Fassade. Dem Gebäude in Skelettbauweise wurde eine seinerzeit moderne Fassade aus Leichtmetall und Glas vorgehängt. Das Untergeschoss wurde bereits beim Bau auf eine Anbindung an die B-Ebene des geplanten und in den 1970er Jahren gebauten Schnellbahnknoten Konstablerwache vorbereitet. In den oberen Etagen befinden sich Büroräume.
Im Frühjahr 1993 wurde die Kaufhalle-Filiale geschlossen. Nach einer Renovierung wurde die Ladenfläche in Parzellen unterteilt und einzeln vermietet, darunter die Kaufhof-Tochter „Mauricius Mode und Sport“.
Heute ist im westlichen Teil eine von drei Filialen des Modeunternehmens Hennes & Mauritz auf der Zeil. Im östlichen Teil hat Conrad Electronic nach einem Umzug aus der Höhenstraße im Nordend sein Frankfurter Geschäft auf 2.600 m² Verkaufsfläche in drei Etagen vergrößert. Der Übergang von der B-Ebene zum Untergeschoss war anfangs noch als Eingang geöffnet, wurde jedoch bereits nach kurzer Zeit geschlossen.
Im September 2010 eröffnete die Fitnessstudio-Kette McFit im dritten und vierten Stockwerk des Gebäudes ihre dritte Frankfurter Filiale. Diese hat seitdem ganzjährig 24 Stunden täglich geöffnet. Der Eingang des Studios befindet sich im westlichen Teil des Gebäudes neben Hennes und Mauritz und ist ein früherer Personaleingang.

### Bienenkorbhaus

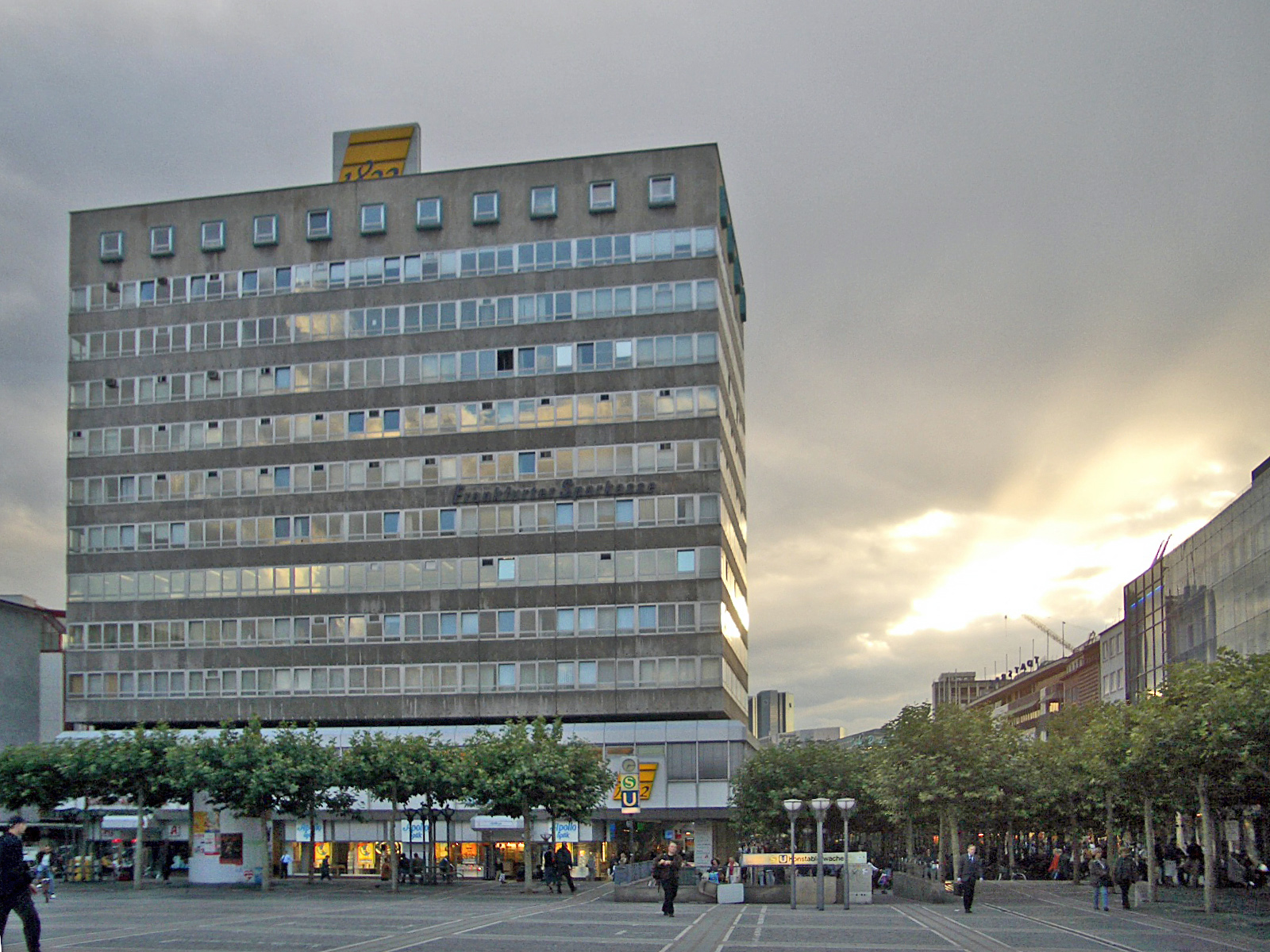
Bienenkorbhaus, August 2004

Das Bienenkorbhaus bildet das Gelenk zwischen der Zeil und dem Anfang der 1950er Jahre neu angelegten Platz „Konstablerwache“, wobei es genau an der Stelle (Ecke Zeil/Fahrgasse) des namensgebenden, 1886 abgerissenen Wachgebäudes steht. Das 43 Meter hohe, zwölfgeschossige Hochhaus entstand 1954 nach Plänen von Johannes Krahn und beherbergt seitdem die Hauptfiliale der Frankfurter Sparkasse, auf deren damaliges Logo, ein Bienenkorb, der Name des Hauses zurückgeht. Es bildet die städtebauliche Dominante des Platzes und ist, da es über die Flucht der südlichen Straßenseite in den Straßenraum hineinragt, auch von der Zeil aus weithin zu sehen. Das Haus wurde 2007 bis 2009 umgebaut und ein zur Zeil hin orientierter Annexbau durch einen Neubau ersetzt. Am 24. April 2009 fand die Wiedereröffnung statt.

### P&C Weltstadthaus Frankfurt

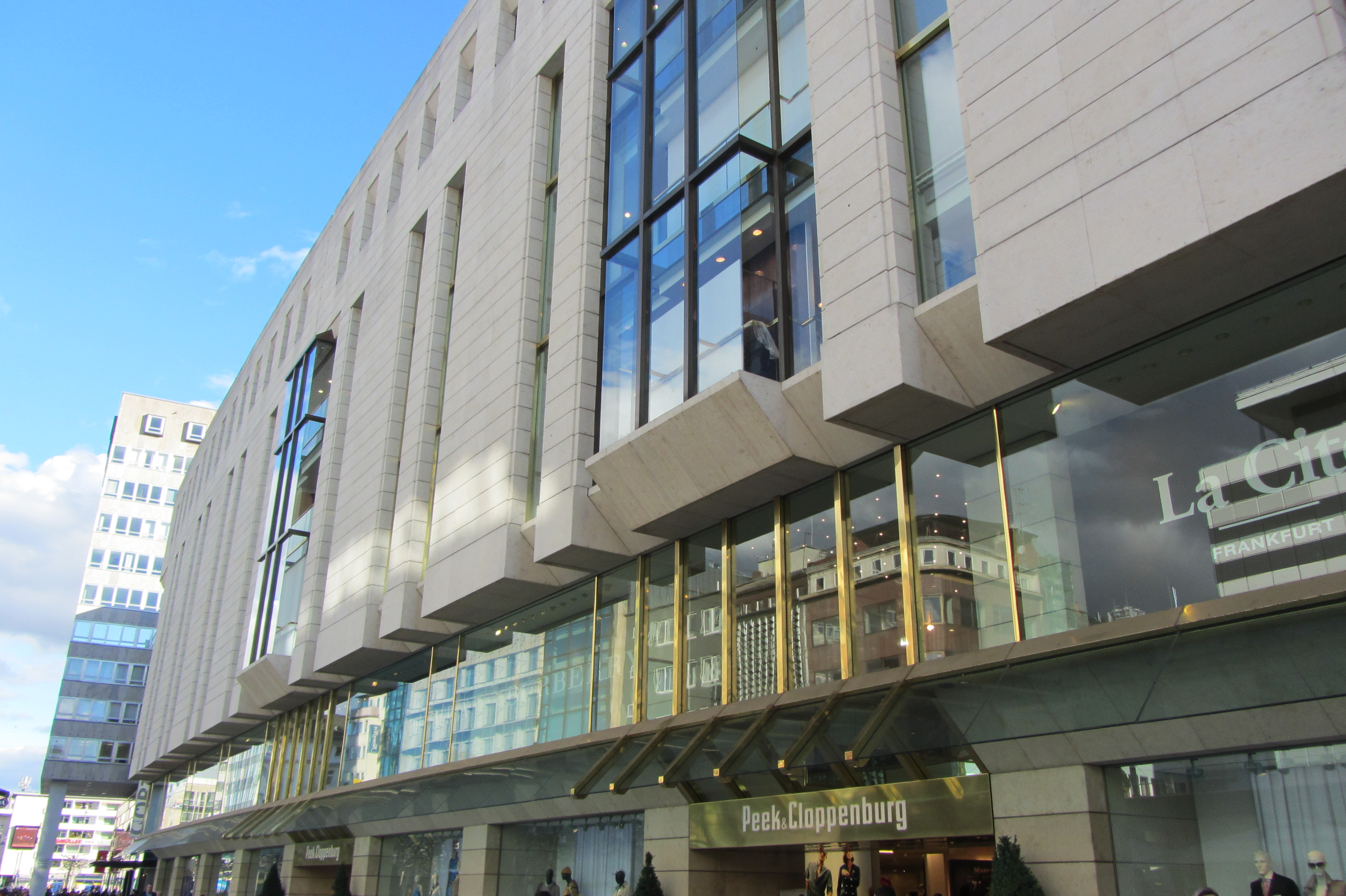
Das P&C Weltstadthaus

1988 wurde das Peek&Cloppenburg-Weltstadthaus neben dem Bienenkorbhaus auf der Südseite der Zeil eröffnet. Zuvor befand sich hier ein Neckermann-Kaufhaus, das 1956 eröffnet und nach der Fusion mit Karstadt aufgegeben wurde. Das Gebäude grenzt im Westen direkt an das benachbarte Nobel-Haus. Auf der Rückseite liegt gegenüber der Reineckstraße südlich das Parkhaus Konstabler. Mit dem Neubau wurde diese Straße stillgelegt und überbaut, so dass die beiden Gebäude heute eine Einheit bilden.
Der alte Bau ist nicht komplett abgerissen worden, sondern wurde vollständig entkernt. Auf Basis des alten Stahlbeton-Skeletts entstand nach dem Entwurf des Düsseldorfer Architekturbüros RKW (Rhode, Kellermann, Wawrowsky) ein Neubau im postmodernen Stil. Der siebenstöckige „Kaufhauspalast“ ist in seiner gesamten Gestaltung und Strukturierung symmetrisch auf zwei zentral gelegene Haupteingänge auf der Zeil ausgerichtet. Besonderes Merkmal sind die goldglänzenden Tür- und Fensterrahmen aus poliertem Messing. Auch die Innenarchitektur richtet sich völlig nach diesem Stil, so sind die Säulen und Rolltreppen mit Messingelementen und Spiegelflächen verkleidet. Über dem zentralen und sehr großzügig gestalteten Rolltreppenbereich befindet sich ein großes pyramidenförmiges Oberlicht.
Die Frontseite des Gebäudes ist rund 90 Meter lang und mit dem Verlauf der Zeil leicht konvex geformt. Die Fassadengestaltung der Front- und Ostseite ist in mehrere Bereiche gegliedert. Der zweigeschossige Sockel verfügt über weitläufige Schaufensterflächen. Dabei springt das erste Obergeschoss etwa ein Meter über die Häuserflucht des Erdgeschosses und der benachbarten Gebäude hinaus. Die vier Etagen darüber sind einen weiteren Meter vorgesetzt und haben eine helle Natursteinfassade, die im zweiten bis vierten Geschoss durch schmale, vertikale Lichtschlitze gegliedert ist. Unterbrochen wird dieses Muster durch vier etwas breitere Fensterflächen über drei Etagen, die jeweils über den beiden Eingängen und an den Ecken gelegen sind. Die fünfte Etage verfügt über gewöhnliche Fenster in gleichmäßigen Abständen und die darüberliegende Etage ist als Staffelgeschoss wieder auf die Grundfläche des Erdgeschosses zurückgesetzt.
Das Frankfurter Kaufhaus ist zu einem Meilenstein in der Firmengeschichte von Peek&Cloppenburg geworden, denn es war das erste einer Reihe weiterer sogenannter Weltstadthäuser in deutschen Großstädten, bei denen die Bekleidungshauskette auf eine exklusive und repräsentative Architektur setzte. Das Gebäude der P&C-Gruppe „West“ (P&C Düsseldorf) hat eine Verkaufsfläche von 16.900 Quadratmetern. Seit August 2005 hat der US-amerikanische Sportartikelanbieter Nike im Weltstadthaus als Untermieter nach dem „store in store“-Konzept auf 450 Quadratmetern im Erdgeschoss und ersten Obergeschoss eine Filiale mit eigenem Eingang.

### Nobel-Haus

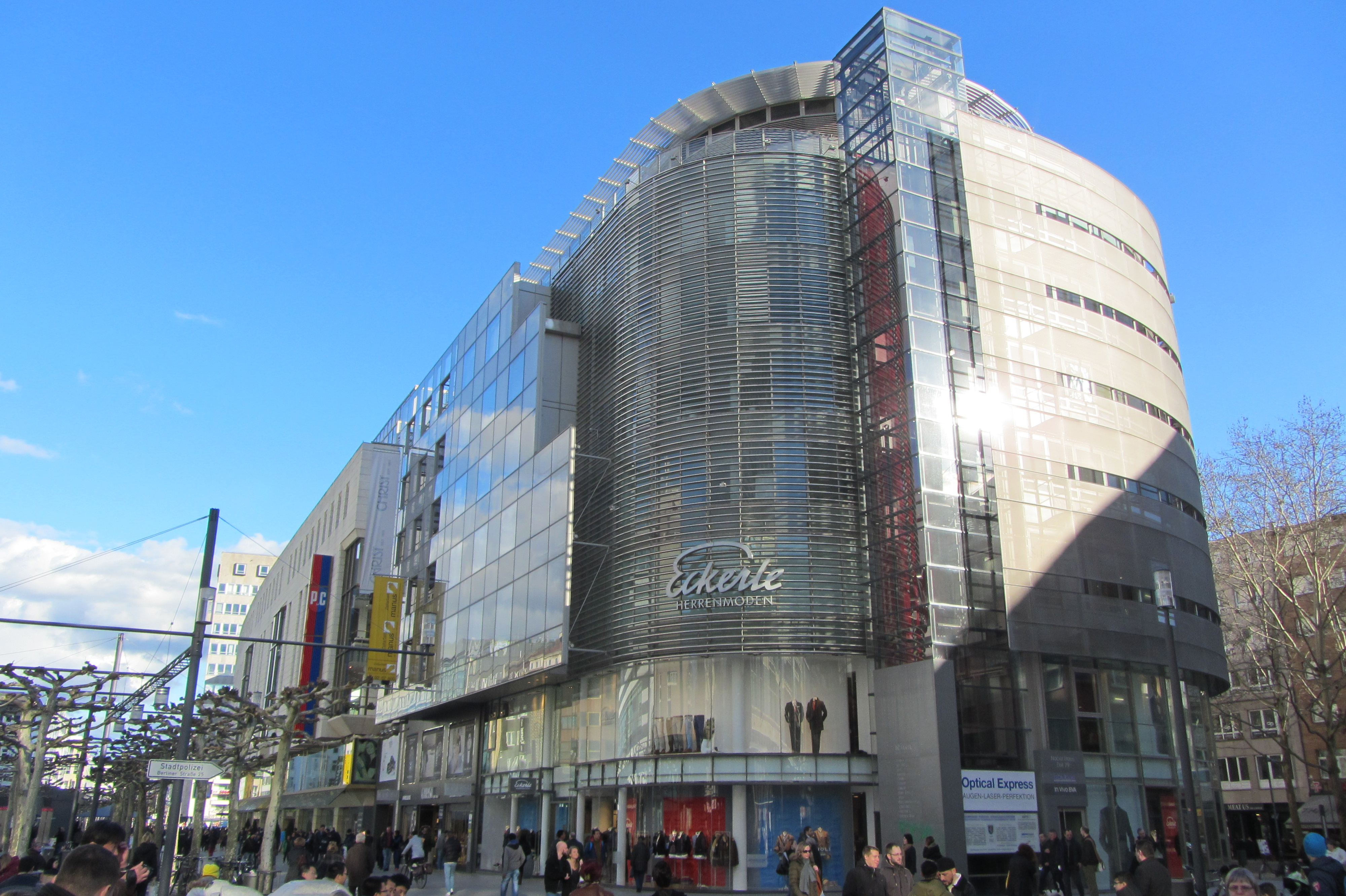
Das Nobel-Haus an der Ecke Hasengasse

1993 ließ Jürgen Schneider das Nobel-Haus an der östlichen Ecke von Zeil und Hasengasse – anstelle des ehemaligen Modehauses Nobel – auf dem Grundstück 77–79 erbauen. Nach der Milliardenpleite des Immobilienunternehmers wurde das Haus von einem Frankfurter Facilitymanager übernommen. Im Oktober 1993 eröffnete dort der erste deutsche und größte europäische Disney Store. Aufgrund nicht erfüllter Umsatzerwartungen musste das Merchandisinggeschäft nach sechs Jahren Ende 1999 schließen. Seit Herbst 2000 hat die Herrenmodekette Eckerle die Räumlichkeiten bezogen.
Das Haus gliedert sich in vier Geschäfts- und darüberliegend fünf Büro-Etagen. Architektonisches Merkmal des gläsernen, postmodernen Gebäudes ist die halbrunde Form und der außenliegende, komplett verglaste Aufzug. Auf drei Büro-Etagen hat der Softwarehersteller Novell seine Frankfurter Niederlassung.

### MyZeil und Palaisquartier

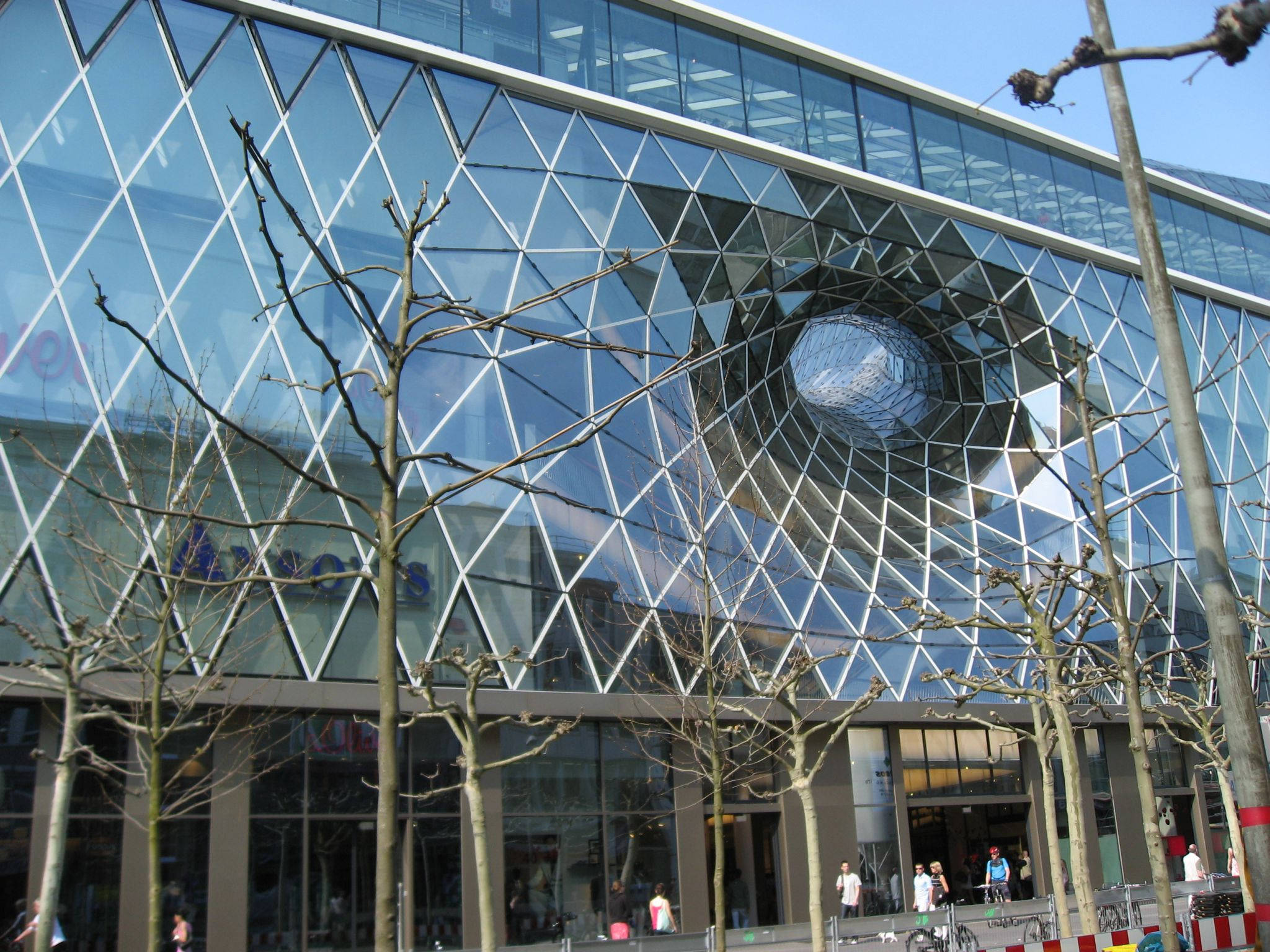
Spektakulärer Einzug in der MyZeil-Fassade, April 2009

Am 28. September 2005 fand der erste Spatenstich für das neue Einkaufszentrum MyZeil am westlichen Teil der Zeil statt. Es entstand neben der Zeilgalerie anstelle des ehemaligen Telekom-Areals und ist Teil des Projektes Palaisquartier, zu dem noch der Neubau zweier Hochhäuser und der Bau einer vereinfachten Rekonstruktion des Palais Thurn und Taxis gehören. Das MyZeil wurde am 26. Februar 2009 eröffnet.

### Zeilgalerie

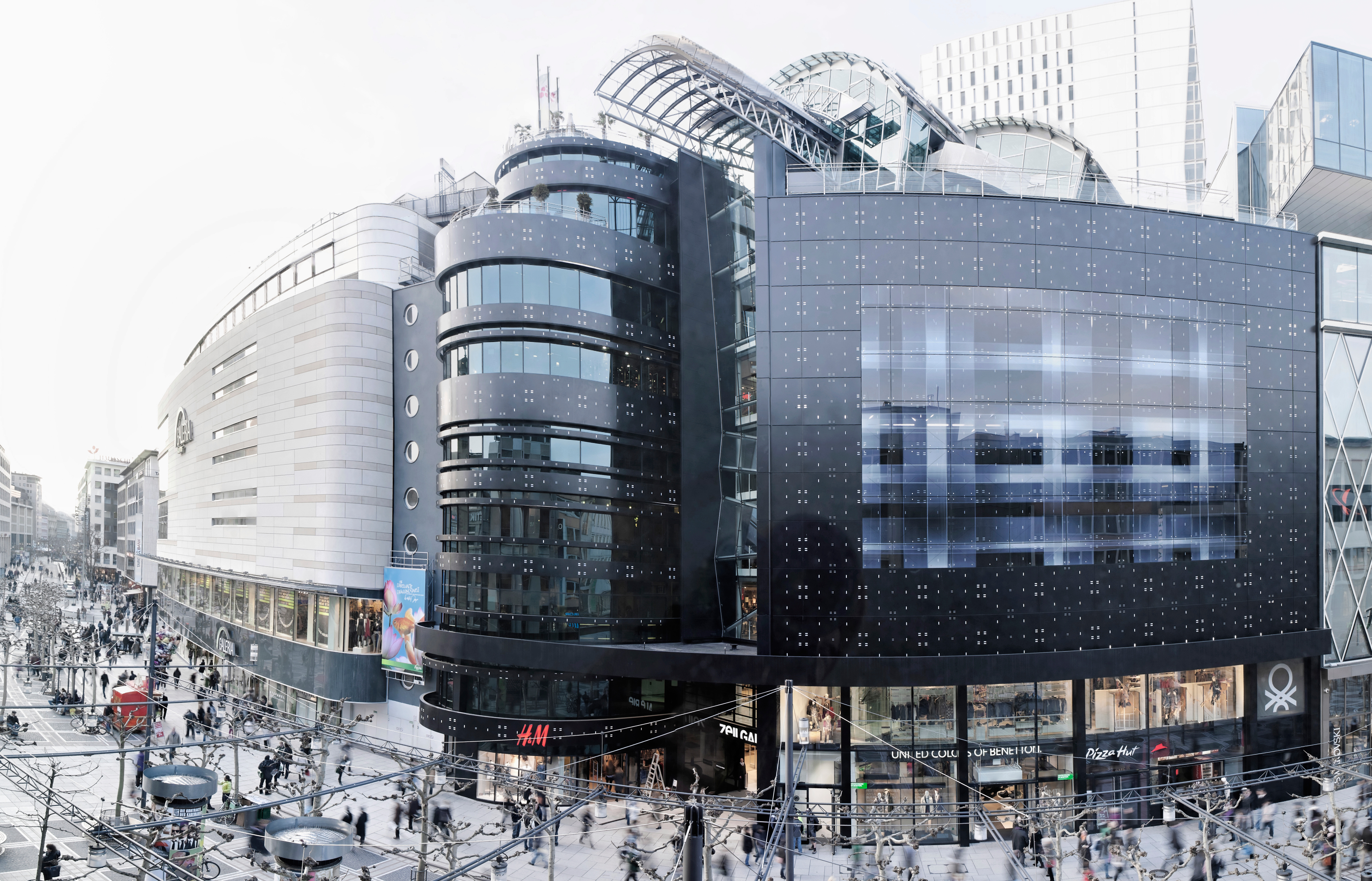
Zeilgalerie, November 2013

1992 entstand auf dem ehemaligen Grundstück von Peek & Cloppenburg die von dem Investor Jürgen Schneider errichtete sogenannte Zeilgalerie, ein Einkaufszentrum, das verschiedene kleinere Geschäfte und Cafés beinhaltete. Auf dem Dach des zehnstöckigen Gebäudes befand sich ein IMAX-Kino, ein Café und eine kostenlose Außenterrasse – ein beliebter Aussichtspunkt mit Blick auf die Frankfurter Innenstadt und Skyline. Das Gebäude war über die Terrasse und im Untergeschoss mit dem benachbarten Kaufhof verbunden.
2010 wurde die Zeilgalerie vollständig renoviert, nachdem das Gebäude zunehmend an Attraktivität verloren hat und viele Ladengeschäfte leer standen. Neben einer farblichen Umgestaltung des Innenbereichs erhielt sie eine mit weißen LEDs bestückte, futuristisch wirkende Außenfassade.
Wegen des Leerstandes und der Betriebskosten aufgrund eines ungünstigen Grundrisses wurde die Zeilgalerie im Sommer 2016 abgerissen. Auf dem Grundstück entsteht bis Ende 2018 das Geschäftshaus UpperZeil mit Ladengeschäften. Die oberen Geschosse werden mit dem Nachbargebäude verbunden und von der Galeria Kaufhof genutzt.

### Katharinenkirche

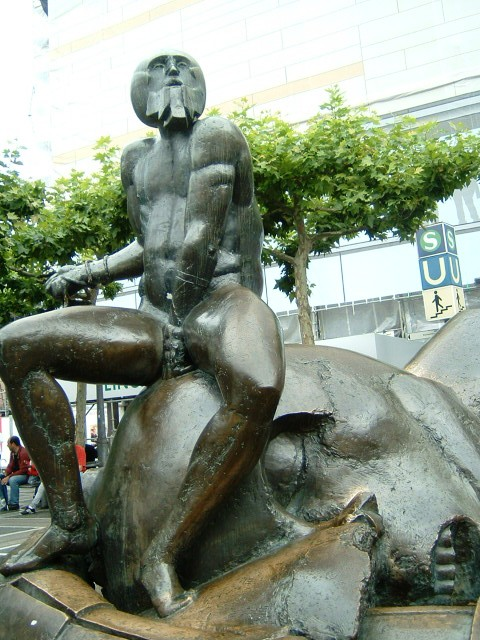
David & Goliath

Die im 17. Jahrhundert erbaute, evangelische Katharinenkirche bildet mit der Hausnummer 131 den südwestlichen Abschluss der Einkaufsmeile und ist das älteste Gebäude der Zeil. Mehr noch als das namensgebende Gebäude dominiert sie den Platz An der Hauptwache. Durch ihre Lage als „City-Kirche“ im Mittelpunkt der Stadt ist ihre seelsorgerische Tätigkeit stark auf das großstädtische Publikum ausgerichtet. Dies drückt sich sowohl durch eine aktive Obdachlosenarbeit als auch durch Angebote für Berufstätige und Einkäufer aus. Letztere nutzen die Kirche in Einkaufspausen oder auf dem Weg zur U-Bahn, um einige Minuten zu erholen. In der Adventszeit können Zeil-Kunden an der Katharinenkirche bereits erworbene Einkäufe zwischenlagern und sich unbeladen erneut auf die Geschenkejagd begeben. Montags und donnerstags gibt es zur Feierabendzeit (16.30 Uhr) das Angebot „30 Minuten Orgelmusik“, das sich ebenfalls an „gestresste Großstadtmenschen“ richtet.

### David und Goliath
Der Bildhauer Richard Heß schuf 1983 eine Bronzeskulptur im figürlich-realistischen Stil mit der Bezeichnung David und Goliath. Zu sehen ist der aus dem Kampf siegreich hervorgegangene David, der auf dem Haupte Goliats sitzend, seine Stärke zeigt. Die Skulptur steht am Anfang der Zeil zur Hauptwache hin, vor dem Kaufhof-Gebäude in einer quadratischen Vertiefung.

## Verkehr auf der Zeil

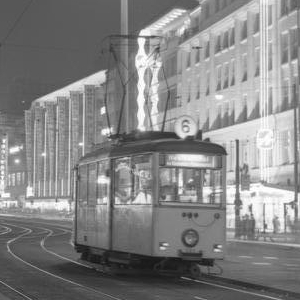
Straßenbahn auf der Zeil, 1960

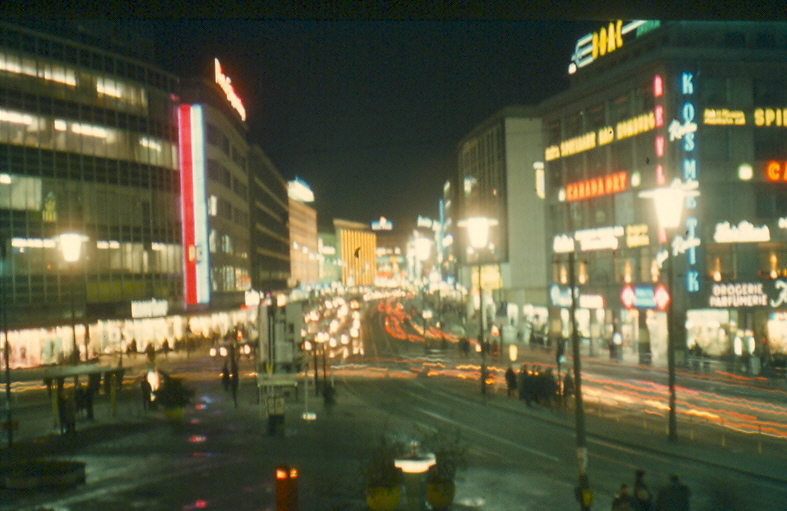
Fußgänger als „Randerscheinung“, um 1970

Als breiteste Straßenachse der Innenstadt war die Zeil auch für den sich rasant verändernden Stadtverkehr von großer Bedeutung. Zu den zahlreichen Fußgängern und Fuhrwerken kamen 1872 die Pferdebahn, später die Elektrische Straßenbahn und das Automobil. Vor allem letzteres verursachte seit den frühen 1950er Jahren nicht mehr hinnehmbare Konflikte mit dem starken Fußgängerverkehr. Noch im Generalverkehrsplan 1962 war die Zeil – neben der Berliner Straße – zu einer der wichtigsten Ost-West-Durchgangsstraßen der Kernstadt erhoben worden. 1972 wurde die Zeil für den Autoverkehr gesperrt und zur Fußgängerzone erklärt. Die Straßenbahn verkehrte noch bis 1978, durch niedrige Zäune von den Fußgängern abgetrennt, in der Straßenmitte. Im Anschluss an den Bau der S-Bahn Rhein-Main zwischen Hauptwache und Konstablerwache wurde die Zeil 1983 umgestaltet, wobei sie ihr heutiges Erscheinungsbild erhielt.

### Öffentlicher Nahverkehr

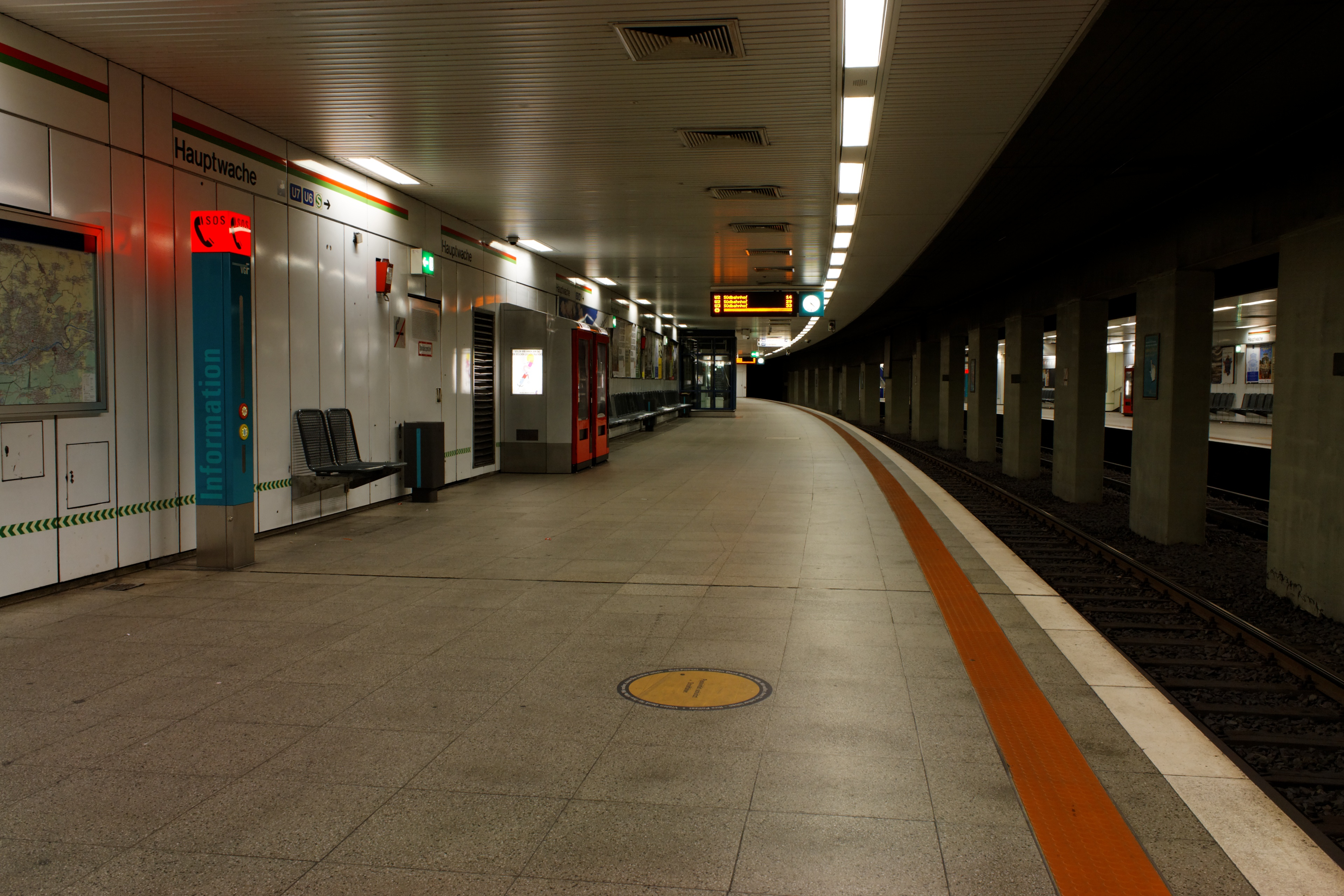
Hauptwache: Bahnsteig der Linien U1, U2, U3 und U8

Mit zwei der wichtigsten und größten Schnellbahnknoten der Stadt und vier unterirdischen Strecken ist die Zeil sehr gut durch öffentliche Verkehrsmittel erschlossen. Unter der Zeil selbst verlaufen in einem gemeinsamen Tunnel die S-Bahn-Stammstrecke und die U-Bahn-Strecke C mit den Linien U6 und U7. Am Schnellbahnknoten Hauptwache werden diese von Frankfurts ältester U-Bahn-Strecke, der A-Strecke mit den Linien U1, U2, U3 und U8 gekreuzt. Am Knotenpunkt Konstablerwache kommen außerdem die Linien U4 und U5 der B-Strecke hinzu. Damit ist die Zeil an alle Linien der U-Bahn Frankfurt (Ausnahme: U9 verkehrt nur zwischen Ginnheim und Nieder-Eschbach) und fast alle der S-Bahn Rhein-Main angebunden. Nur von einer S-Bahn-Linie wird der Tunnel bisher noch nicht befahren, deren Verlängerung aber in Planung ist.
An der Konstablerwache verkehren außer der U- und S-Bahn noch die Straßenbahnlinie 12 (Schwanheim–Fechenheim) und die Straßenbahnlinie 18 (Sachsenhausen–Preungesheim) sowie die Omnibuslinien 30 und 36 (Bad Vilbel bzw. Westbahnhof nach Sachsenhausen). Täglich zwischen ca. 1.30 Uhr und 4.00 Uhr ist an der Konstablerwache der zentrale Knotenpunkt eines sternförmigen Netzes von 13 aufeinander abgestimmten Nachtbuslinien; in den Nächten von Freitag auf Samstag, Samstag auf Sonntag sowie den hessischen Vorfeiertagen kommen weitere fünf Nachtbuslinien in die Rhein-Main-Region hinzu, so dass dann insgesamt 18 Nachtbuslinien zur Verfügung stehen.
In unmittelbarer Nähe des östlichen Bereichs der Zeil liegen der U-Bahnhof Zoo, der S-Bahnhof Ostendstraße und einige Straßenbahnhaltestellen der Linien 11 und 14 – unter anderem am Allerheiligentor.

### Straßenverkehr

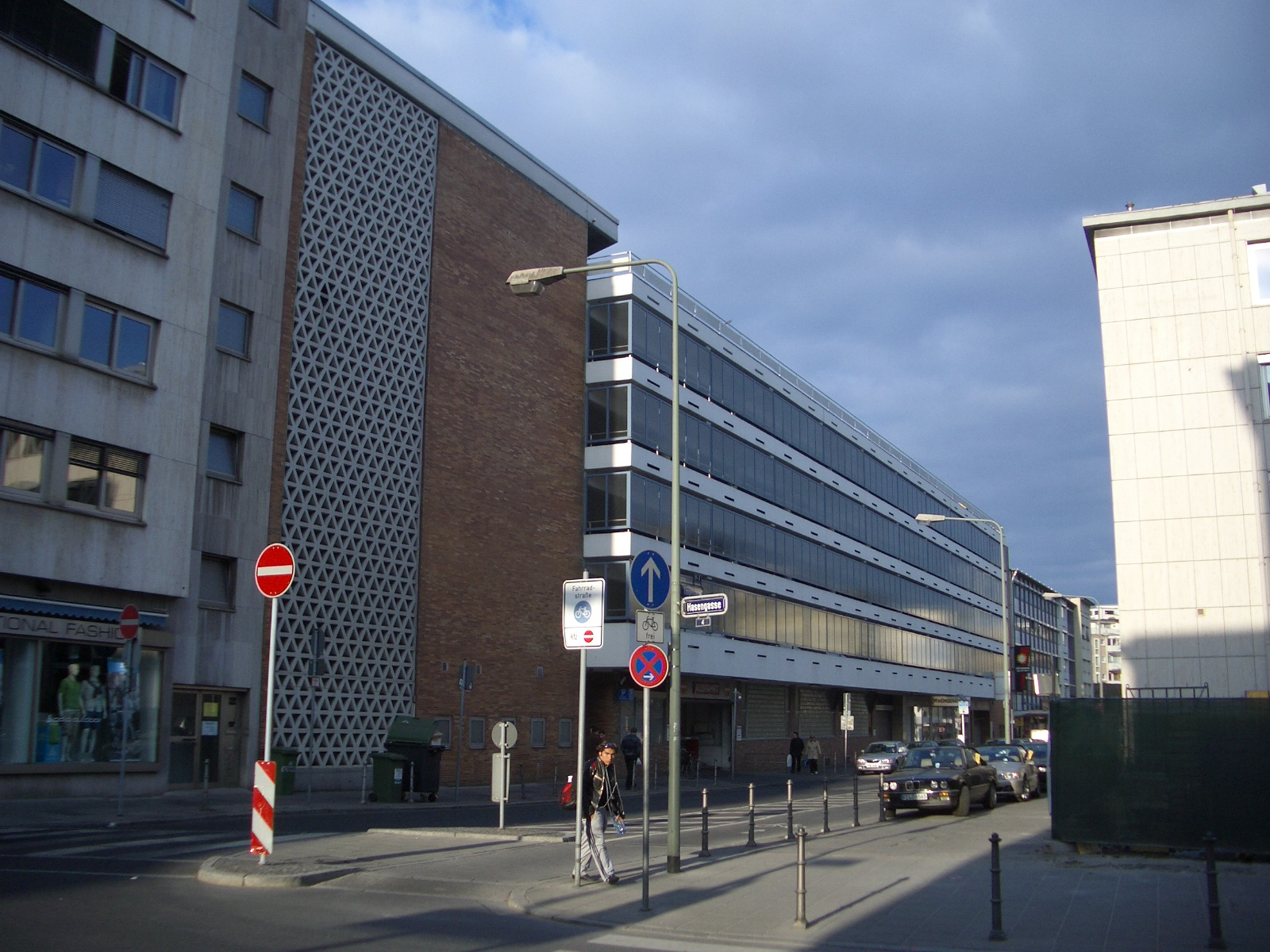
Parkhaus Konstabler in der benachbarten Töngesgasse

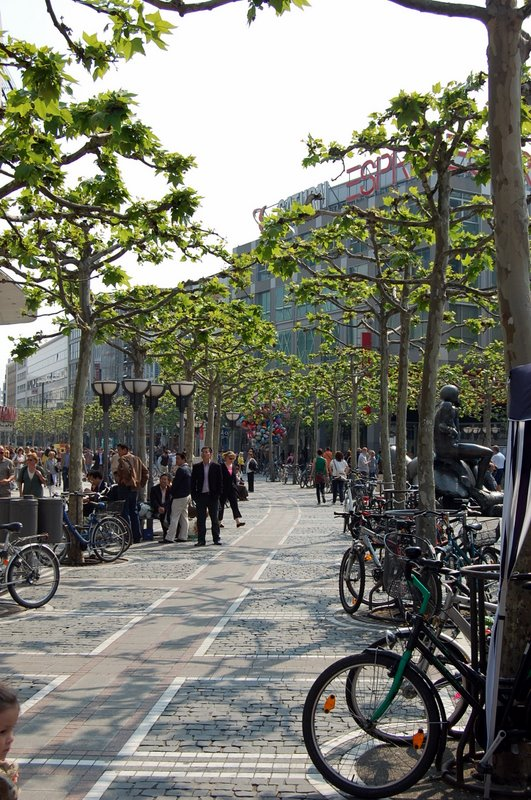
Die Zeil mit den in den 1980er-Jahren gepflanzten Platanen-Reihen (2009)

Da die Zeil in ihrer westlichen Hälfte eine Fußgängerzone ist, ist sie nur zwischen Friedberger Anlage und Konstablerwache für den Straßenverkehr befahrbar. Sie ist vom Beginn an der Friedberger Anlage bis zur nächsten Straßenkreuzung an der Seilerstraße und Lange Straße vierstreifig ausgebaut und im weiteren Bereich zweistreifig. Die Straße ist bis zur Kreuzung Klingerstraße in beide Richtungen und auf den letzten 80 Metern bis zur Konstablerwache als Einbahnstraße nur stadtauswärts befahrbar. Die Zeil hat eine durchschnittliche Verkehrsbelastung von rund 11.500 bis 15.000 Fahrzeugen an Werktagen.
Die Parkmöglichkeiten direkt an der Zeil sind äußerst gering. Jedoch gibt es trotz der hervorragenden Schnellbahnanbindung viele große Parkhäuser und Tiefgaragen im näheren Umfeld, welche die Einkaufsstraße für den motorisierten Verkehr erschließen. Südlich der Zeil sind die Parkhäuser Goetheplatz, Hauptwache – das älteste öffentliche Parkhaus Deutschlands – und Konstabler gelegen. Nördlich der Zeil gibt es die Parkhäuser Börse, Schiller-Passage, Konrad-Adenauer-Straße und Am Gericht sowie die privaten Parkhäuser MyZeil, Karstadt und des Hotels Westin Grand. Sie verfügen gemeinsam weit über 6.000 Stellplätze. Die städtischen Parkhäuser sind an ein elektronisches Parkleitsystem angebunden.

### Fahrradverkehr
Die Zeil hat keine separaten Radwege, sie ist aber Teil von zwei ausgeschilderten Radrouten im städtischen Radverkehrsnetz. Außerdem sind die Plätze Konstablerwache und Hauptwache Endpunkt zahlreicher weiterer Radrouten, die sternförmig aus allen Himmelsrichtungen auf die Zeil zulaufen.
Die Radroute 1 beginnt in Seckbach, verläuft durch Bornheim und das Nordend und mündet über die Klapperfeldstraße in die Zeil ein. Sie endet an der Konstablerwache. Die Radroute 3 beginnt im Westen bei Eschborn, verläuft durch Rödelheim und Bockenheim und mündet über die Fahrgasse in die Zeil ein. Sie endet 200 Meter östlich der Zeil am Alfred-Brehm-Platz vor dem Frankfurter Zoo. Im Bereich der Fußgängerzone zwischen Konstablerwache und Hauptwache ist das Radfahren nur im Schritttempo gestattet. Dieser Abschnitt soll weitgehend über die Töngesgasse, in der das Radfahren gegen die Einbahnstraße erlaubt ist, umfahren werden.
Die Zeil ist ein sehr beliebter Standort für Velotaxi Tours in den Zeiten vom Frühling bis in den Spätherbst.